# Sambas de Enredo Rio Carnaval 2023
Sambas de Enredo Rio Carnaval 2023 é um álbum com os sambas de enredo das escolas de samba do Grupo Especial do Rio de Janeiro para o carnaval do ano de 2023. Foi lançado nas principais plataformas de streaming de áudio em 26 de novembro de 2022. O álbum foi distribuído pela Universal Music, com produção fonográfica da Editora Musical Escola de Samba (Edimusa) e selo musical da Gravadora Escola de Samba (Gravasamba). Foi gravado no estúdio Cia. dos Técnicos, em Copacabana, no Rio, com produção de Alceu Maia e direção artística de Hélio Motta. Os produtores se preocuparam em fazer gravações mais limpas, com menos cacos dos intérpretes, bossas e convenções das baterias apenas na segunda passada dos sambas, e introduções rápidas.
Campeã do carnaval de 2022, a Grande Rio estampa a capa do álbum e é a faixa de abertura do disco com um samba em homenagem ao cantor e compositor Zeca Pagodinho. Vice-campeã do carnaval de 2022, a Beija-Flor apresenta um samba sobre a Independência do Brasil na Bahia. A obra da Unidos do Viradouro narra a trajetória de Rosa Maria Egipcíaca da Vera Cruz, considerada a primeira mulher negra a escrever um livro no Brasil. O samba da Unidos de Vila Isabel tem como tema as festas religiosas em todo o Mundo. A canção da Portela celebra os cem anos da escola, completados em 2023. O samba do Salgueiro imagina um paraíso onde pessoas socialmente excluídas estão livres de preconceito e opressão. A Estação Primeira de Mangueira apresenta um samba sobre a origem afrodescendente da música baiana. A faixa da Mocidade Independente de Padre Miguel tem como tema a arte de Mestre Vitalino e seus discípulos ceramistas do Alto do Moura, em Pernambuco; enquanto a obra da Unidos da Tijuca homenageia a Baía de Todos-os-Santos, localizada na Bahia.
A Imperatriz Leopoldinense apresenta um samba inspirado nas histórias delirantes de cordéis de autores nordestinos que narram histórias fantásticas sobre a chegada do cangaceiro Lampião ao céu e ao inferno. "Mogangueiro da Cara Preta", do Paraíso do Tuiuti, versa sobre os búfalos da Ilha de Marajó, no Pará. Campeão da Série Ouro (segunda divisão do carnaval) de 2022, o Império Serrano retorna ao Grupo Especial com um samba em homenagem ao cantor e compositor Arlindo Cruz, baluarte da escola. Entre os autores da obra estão Sombrinha, parceiro histórico de Arlindo, e Aluisio Machado, que, com esta obra, se tornou o compositor com mais sambas na história do Império, ultrapassando a marca de Silas de Oliveira. O álbum tem participações especiais de Zeca Pagodinho na faixa da Grande Rio; Ludmilla na gravação da Beija-Flor; Margareth Menezes no samba da Mangueira; Arlindinho e Sombrinha na faixa do Império Serrano.
O samba da Mangueira recebeu quase todos os prêmios do ano, com exceção do Estandarte de Ouro, que premiou a obra do Paraíso do Tuiuti. Os sambas de Beija-Flor e Mangueira foram os únicos a receber nota máxima dos julgadores no carnaval de 2023. Após o carnaval a LIESA lançou o álbum Rio Carnaval Ao Vivo na Sapucaí 2023, com os sambas gravados, ao vivo, no sambódromo, durante os desfiles oficiais. O álbum foi produzido pelo cantor e instrumentista Pretinho da Serrinha com a coordenação de Hélio Motta.

## Antecedentes
A Portela foi a primeira escola a divulgar seu enredo para 2023. Durante o seu desfile de 2022, o então presidente da agremiação, Luiz Carlos Magalhães, anunciou que a escola faria um enredo sobre a própria história no carnaval de 2023, ano de seu centenário. O enredo "O Azul que Vem do Infinito" foi oficialmente lançado em 29 de junho de 2022 com a divulgação da sinopse escrita pelos carnavalescos Renato Lage e Márcia Lage, renovados para o terceiro carnaval consecutivo na escola. No enredo, os cem anos da Portela são narrados por cinco baluartes da escola: Paulo da Portela, Natal da Portela, Monarco, Tia Dodô e David Corrêa.
"O enredo é contado a partir do olhar de cinco personagens, que, em seus períodos de vida e protagonismo na Portela e no carnaval, contemplam toda a história da nossa escola. Cada um no seu tempo. A História da Portela é a saga de gerações que se sucedem no tempo. Só assim chegamos aos cem anos."
— Fábio Pavão, presidente da Portela, sobre o enredo da escola.

Campeã do carnaval de 2022, a Grande Rio anunciou o cantor e compositor Zeca Pagodinho como tema de seu enredo para 2023 no dia 4 de maio de 2022. O enredo foi lançado oficialmente em 6 de julho de 2022. "Ô Zeca, o Pagode Onde É que É? Andei Descalço, Carroça e Trem, Procurando por Xerém, pra Te Ver, pra Te Abraçar, pra Beber e Batucar!" é assinado pelos carnavalescos Gabriel Haddad e Leonardo Bora e pelo historiador Vinícius Natal.

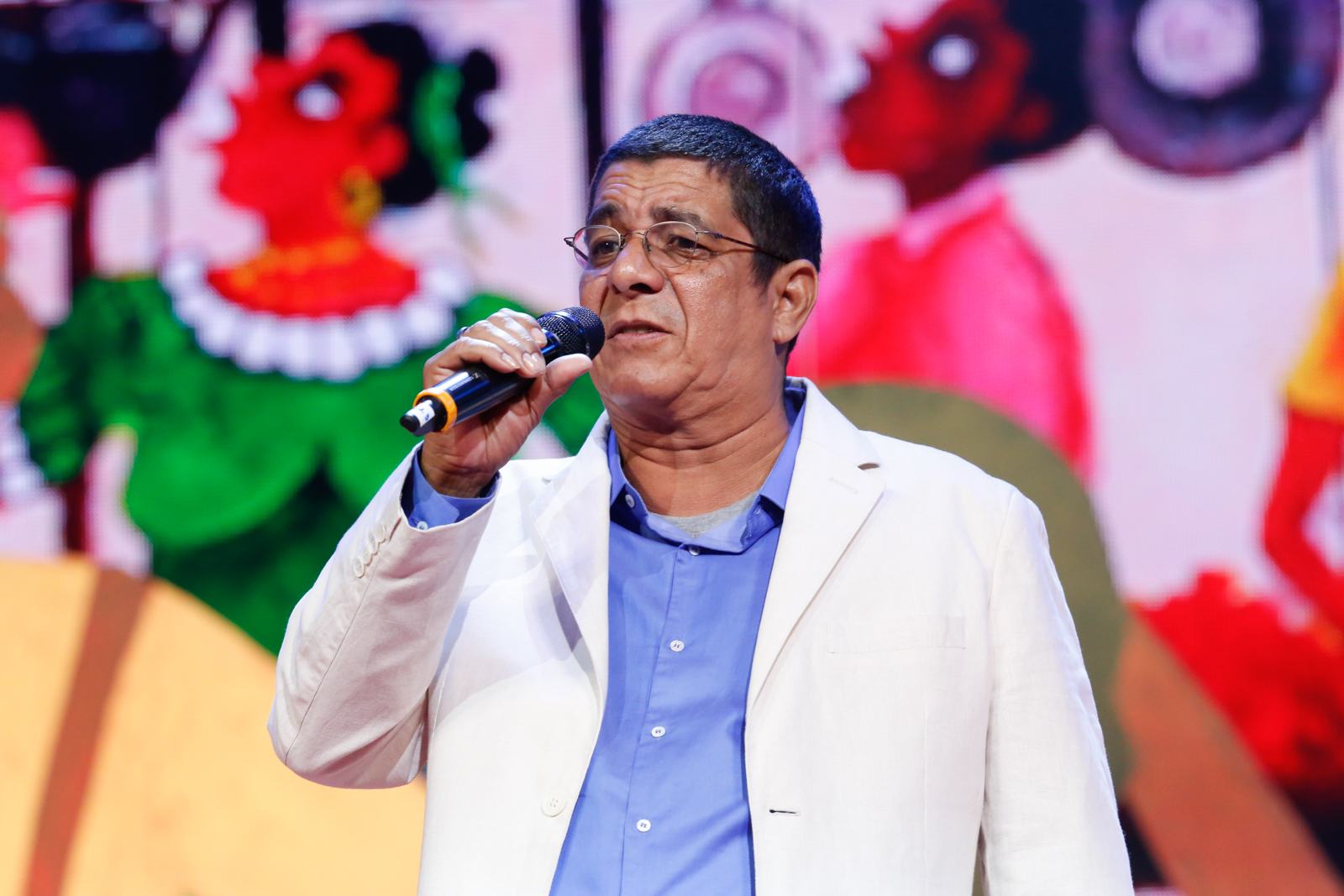
O cantor Zeca Pagodinho, tema do enredo da Grande Rio.

"Não se trata, evidentemente, de uma biografia linear, algo que nunca fizemos. Cantaremos o universo simbólico dele (Zeca) e exaltaremos a sua personalidade de cronista. Entendemos Zeca como um cronista da vida dos subúrbios cariocas, um artista que se comunica de maneira extraordinária com a sua legião de fãs. Justamente por ser muito popular, às vezes é considerado ‘pouco denso’, o que, para nós, não faz sentido. A crônica é profundamente transgressora. Estamos mergulhados na poesia."
— Leonardo Bora, um dos carnavalescos da Grande Rio, sobre o enredo da escola.

A Unidos do Viradouro divulgou seu enredo no dia 13 de maio de 2022. "Rosa Maria Egipcíaca" é assinado por Tarcísio Zanon e narra a história de Rosa Maria Egipcíaca da Vera Cruz, considerada a primeira mulher negra a escrever um livro no Brasil. O carnavalesco assume a escola sozinho, após dois carnavais em parceria com o marido, Marcus Ferreira, que se transferiu para a Mocidade Independente de Padre Miguel. Após seis carnavais e dois títulos conquistados na Estação Primeira de Mangueira, o carnavalesco Leandro Vieira se desligou da escola, se transferindo para a Imperatriz Leopoldinense, substituindo Rosa Magalhães, que assinou o carnaval da escola em 2022. A Imperatriz renovou parte de sua equipe, contratando o intérprete Pitty de Menezes para substituir Bruno Ribas e Arthur Franco, além do coreógrafo Marcelo Misailidis e do mestre-sala Phelipe Lemos. O enredo da escola foi divulgado em 3 de junho de 2022. Assinado por Leandro Vieira, "O Aperreio do Cabra que o Excomungado Tratou com Má-querença e o Santíssimo não Deu Guarida" é inspirado nas histórias delirantes de cordéis de autores nordestinos que contam histórias fantásticas sobre a chegada do cangaceiro Lampião ao céu e ao inferno. Cordéis populares sobre o tema, como "A Chegada de Lampião no Inferno", "O Grande Debate que Teve Lampião com São Pedro" e "A Chegada de Lampião no Céu" serviram de inspiração ao enredo.
A Mangueira elegeu Guaynara Firmino como sua nova presidente e contratou Annik Salmon (que estava no Porta da Pedra) e Guilherme Estevão (que estava no Império da Tijuca) como seus novos carnavalescos. A escola também efetivou Dowglas Diniz como intérprete oficial junto a Marquinho Art'samba. No dia 6 de junho de 2022 a Mangueira divulgou o seu enredo para 2023, "As Áfricas que a Bahia Canta", sobre a música baiana sob a perspectiva de instituições afro-brasileiras pouco difundidas nas construções cronológicas do carnaval, como os cortejos pré e pós abolição da escravatura, os cucumbis e os clubes negros, além dos embates contra intolerância religiosa e racial dos afoxés, as denúncias de desigualdade social por arte dos blocos afros e a expansão da "afrobaianidade" pelos cantores de axé, destacando o protagonismo feminino na luta contra intolerância e o racismo e pelo fortalecimento da identidade afro-brasileira.
Campeão da Série Ouro (segunda divisão) do carnaval de 2022, o Império Serrano retornou ao Grupo Especial após quatro anos de seu rebaixamento, em 2019. A escola contratou o carnavalesco Alex de Souza, desligado do Salgueiro, e o intérprete Ito Melodia, que estava na União da Ilha do Governador. No dia 18 de junho de 2022, o Império anunciou seu enredo para 2023, "Lugares de Arlindo", em homenagem ao cantor e compositor Arlindo Cruz, autor de doze sambas da agremiação. Arlindo participou da festa de lançamento do enredo, na quadra da escola, junto com seus filhos Flora Cruz e Arlindinho, e sua esposa, Babi Cruz.

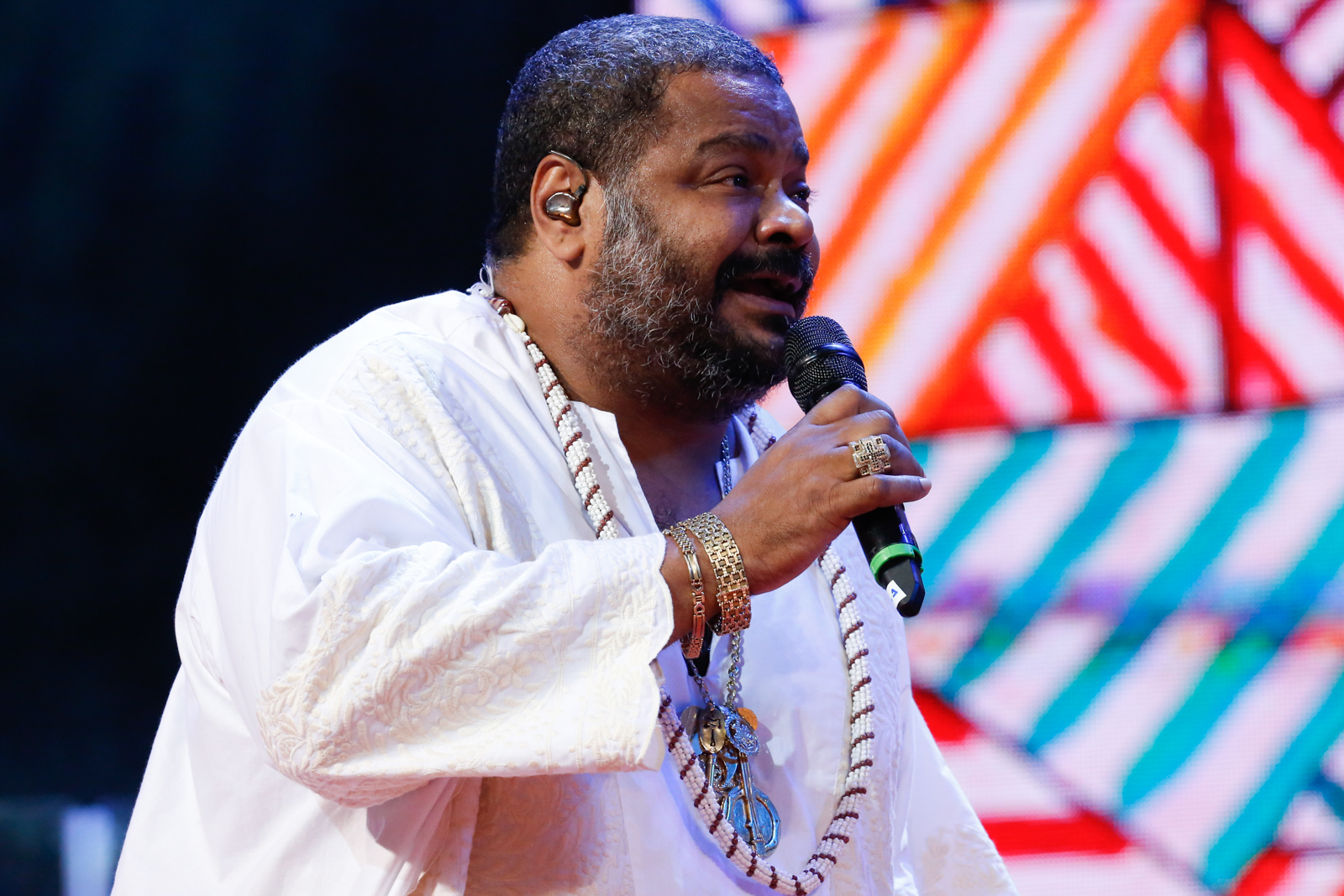
O cantor Arlindo Cruz, homenageado pelo Império Serrano.

"Como numa roda de amigos, o Império Serrano promove um reencontro para celebrar o grande Arlindo Cruz. Nesta festa regada a muito samba, vamos relembrar a sua história, seus sucessos e, com eles, percorrer caminhos que nos levará a lugares, reais e simbólicos, que marcam a trajetória desse imperiano de fé. Será um tributo de mão dupla: Império e Arlindo, de forma recíproca, se homenagearão no palco maior do carnaval. Em meio aos diversos gêneros musicais que bebem da música de Arlindo, o samba impera e pede passagem. Viva, Arlindo e seus lugares! Viva o Império Serrano!"
— Alex de Souza, carnavalesco do Império, sobre o enredo da escola.

Após o desfile de 2022, o carnavalesco Paulo Barros se desligou do Paraíso do Tuiuti, se transferindo para a Unidos de Vila Isabel. Para substituir Paulo, o Tuiuti contratou a carnavalesca Rosa Magalhães (desligada da Imperatriz) e o carnavalesco João Vitor Araújo (que estava na Cubango). A escola também contratou o intérprete Wander Pires, que se demitiu da Mocidade. O Tuiuti anunciou o título do seu enredo em 24 de junho de 2022, sem entrar em detalhes sobre o tema. Em 15 de julho a escola divulgou a sinopse e o conteúdo do enredo "Mogangueiro da Cara Preta", sobre a chegada dos búfalos ao Brasil, na Ilha de Marajó, e sua transformação em manifestação cultural.
Dispensado da Unidos de Vila Isabel, o carnavalesco Edson Pereira foi contratado pelo Salgueiro. No dia 30 de junho de 2022 o Salgueiro divulgou seu enredo para 2023: "Delírios de Um Paraíso Vermelho" trata da busca do ser humano pelo seu próprio "paraíso", onde possa viver livre de preconceitos e opressões. O tema é baseado em ideais defendidos por Joãosinho Trinta ao longo de sua carreira como carnavalesco. A pesquisa e o desenvolvimento do enredo são assinados por Ruan Rocha, Lucas Abelha, Victor Brito e o Departamento Cultural do Salgueiro, além do próprio Edson – que também criou o roteiro do desfile junto com Ruan. A Beija-Flor divulgou seu enredo em 2 de julho de 2022. O carnavalesco André Rodrigues, que integrou a equipe de carnaval da escola em 2022, foi convidado por Alexandre Louzada para dividir a assinatura do desfile de 2023 e, junto com o pesquisador Mauro Cordeiro, desenvolveram o enredo "Brava Gente! O Grito dos Excluídos no Bicentenário da Independência", sobre a Independência do Brasil na Bahia. Antes do anúncio, a escola promoveu diversas intervenções ao longo do mês de junho, como espalhar cartazes pela Baixada Fluminense e Zona Norte do Rio com os dizeres "Independência pra quem?" e "O que vamos comemorar no Carnaval 2023?"; e a interdição do seu barracão na Cidade do Samba, que teve uma das entradas fechada e pichada com palavras de ordem, como "Educação", "Direitos iguais" e "O Brasil está com fome". Ao mesmo tempo, em suas redes sociais, a agremiação relembrou seus desfiles de temática crítica e social.
"A ideia é provocar na mente das pessoas que a Independência não deveria ser comemorada em 7 de setembro e sim em 2 de julho, pois é a data em que se celebra a expulsão das tropas portuguesas da Bahia em 1823, um triunfo nacional com forte protagonismo feminino e afro-ameríndio. Levaremos para Avenida uma nova perspectiva destes fatos históricos, postos sob uma visão carnavalesca, sonhando com possibilidades de novos Brasis."
— André Rodrigues, um dos carnavalescos da Beija-Flor, sobre o enredo da escola para 2023.

No dia 15 de julho de 2022 a Unidos da Tijuca anunciou que seu desfile de 2023 teria como tema a Baía de Todos-os-Santos, a maior baía do Brasil e a segunda maior do mundo, localizada no estado da Bahia. O presidente da Tijuca, Fernando Horta, esteve na Bahia, reunido com representantes da União dos Municípios da Bahia (UPB), da Câmara de Turismo da Baía de Todos-os-Santos (CTBTS), do Observatório da Baía de Todos-os-Santos e dos municípios que fazem parte da Baía, para debaterem o tema. O enredo "É Onda que Vai… É Onda que Vem… Serei a Baía de Todos os Santos a Se Mirar no Samba da Minha Terra" é assinado pelo carnavalesco Jack Vasconcelos, em seu segundo ano na escola. A Mocidade Independente trocou o carnavalesco Fábio Ricardo por Marcus Ferreira (que estava na Viradouro); enquanto o intérprete Wander Pires foi substituído por Nino do Milênio (que estava na Acadêmicos do Sossego). No dia 28 de julho de 2022 a Mocidade anunciou seu enredo para 2023: "Terra de Meu Céu, Estrelas de Meu Chão" sobre artesãos, discípulos de Mestre Vitalino, do Alto do Moura, bairro de Caruaru, em Pernambuco. A Unidos de Vila Isabel divulgou seu enredo em 3 de agosto de 2022. Após rápidas passagens pela escola nos carnavais de 2009 e 2018, Paulo Barros retorna à Vila assinando o enredo "Nessa Festa, Eu Levo Fé", sobre festas religiosas que mobilizam populações em todo o Mundo.

## Escolha dos sambas

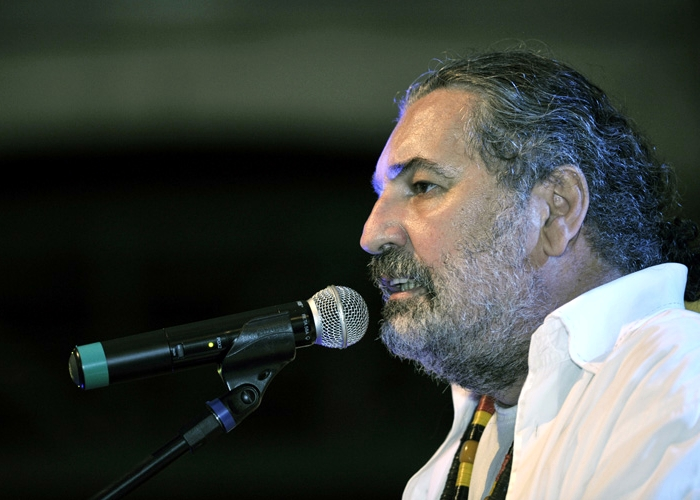
Moacyr Luz, um dos compositores do samba do Paraíso do Tuiuti pelo quinto carnaval consecutivo.

Paraíso do Tuiuti foi a primeira escola a definir seu samba para o carnaval de 2023. A disputa foi realizada na madrugada do sábado, dia 8 de outubro de 2022, na quadra da agremiação. O Tuiuti recebeu a inscrição de três obras concorrentes. Passava das cinco horas e trinta minutos da manhã de sábado quando foi anunciada a vitória do samba composto pela parceria formada por Cláudio Russo, Moacyr Luz, Gusttavo Clarão, Júlio Alves, Alessandro Falcão, Pier Ubertini e W Correia. Cláudio e Moacyr assinam o samba da escola pelo quinto carnaval consecutivo, enquanto Alves e Falcão pelo terceiro seguido.

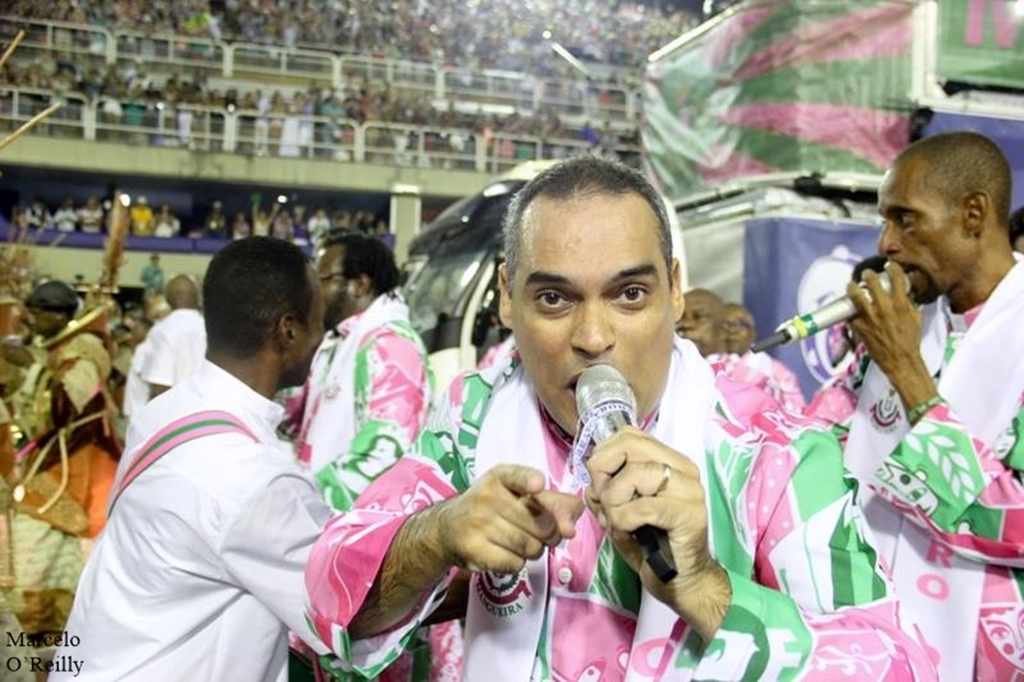
Lequinho, um dos autores do samba-enredo da Mangueira, assina seu décimo primeiro samba na escola.

A Mangueira foi a escola que mais recebeu sambas em seu concurso: trinta parcerias inscreveram obras na disputa. Das trinta, três chegaram à final, realizada na madrugada de domingo, dia 9 de outubro de 2022. Às quatro horas da manhã de domingo foi anunciada a vitória do samba composto por Lequinho, Júnior Fionda, Gabriel Machado, Guilherme Sá e Paulinho Bandolim, considerado o favorito desde o início da disputa. Lequinho assina o samba da Mangueira pela décima primeira vez; enquanto Júnior Fionda assina seu décimo samba na escola. Paulinho Bandolim venceu sua quarta disputa na escola; Gabriel Machado venceu pela segunda vez; e Guilherme Sá venceu o concurso da escola pela primeira vez. A cantora Margareth Menezes gravou o samba para a disputa e participou da apresentação da obra na final do concurso.

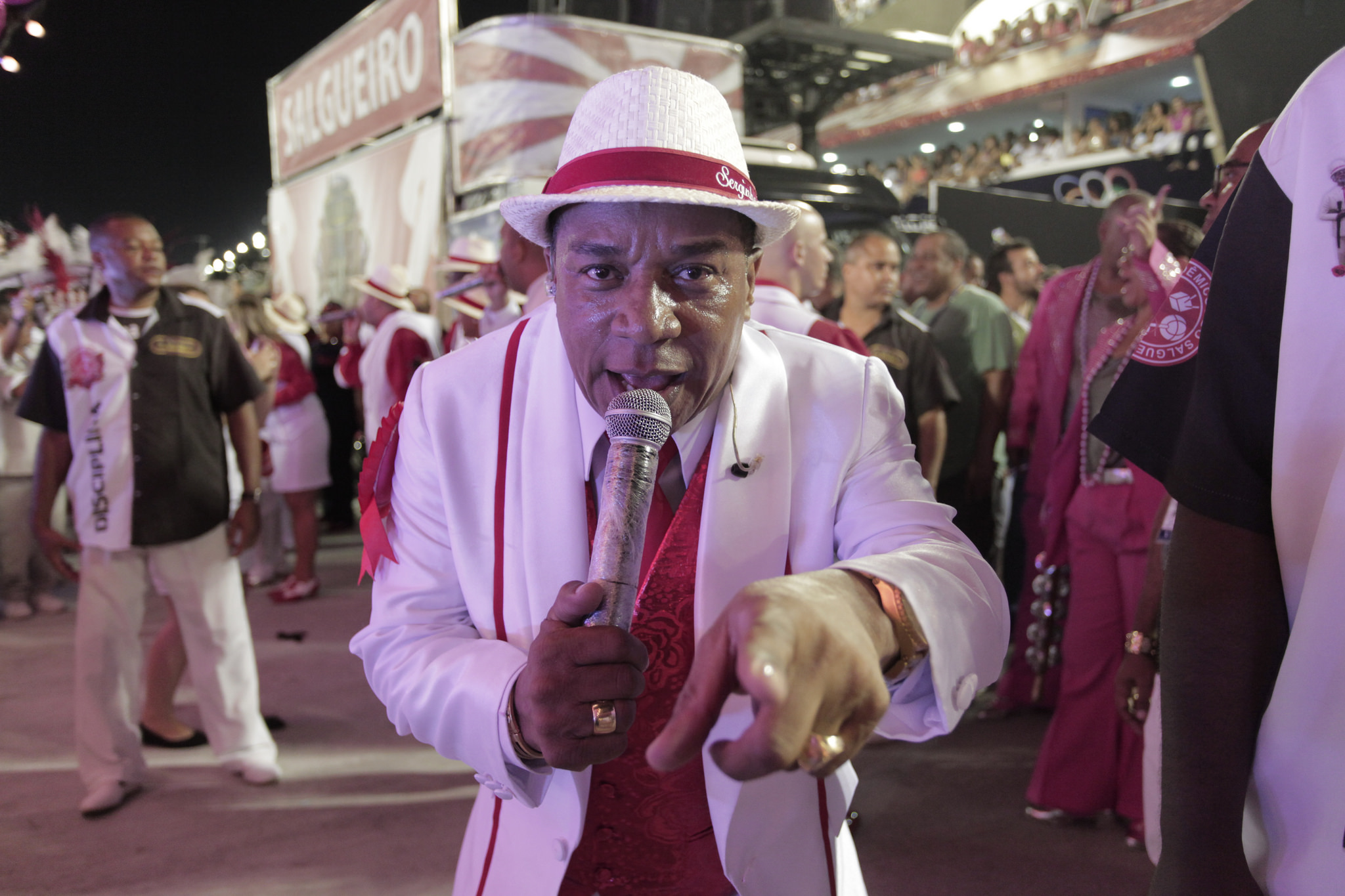
Serginho do Porto, um dos autores do samba do Salgueiro.

"Pra mim foi uma grande honra participar da gravação desse samba. Quando eu ouvi, fiquei encantada logo de primeira [...] Esse pra mim já é nota dez de todos os tempos."
— Margareth Menezes, sobre o samba da Mangueira.

A Unidos de Vila Isabel recebeu a inscrição de doze sambas concorrentes, sendo que três chegaram à final, realizada na noite de domingo, dia 9 de outubro de 2022, na quadra da escola. Perto da meia-noite, foi anunciada a vitória da parceria formada por compositores da própria comunidade da escola: Dinny da Vila, Kleber Cassino, Mano 10, Doc Santana e Marcos Pessanha. Martinho da Vila participou da disputa, mas teve seu samba eliminado logo no início do concurso. Maior vencedor de disputas da escola, André Diniz chegou a inscrever seu samba no concurso, mas desistiu de participar da disputa por não querer competir com Martinho.
O Salgueiro realizou a final da sua disputa na madrugada da quarta-feira, dia 12 de outubro de 2022. Das dezenove obras inscritas no concurso salgueirense, três chegaram à final. Por volta das cinco horas e trinta minutos da manhã de quarta-feira foi anunciada a vitória do samba composto pela parceria formada por Moisés Santiago, Líbero, Serginho do Porto, Celino Dias, Aldir Senna, Orlando Ambrósio, Gilmar L Silva e Marquinho Bombeiro. Moisés Santiago venceu a disputa do Salgueiro pela quarta vez.

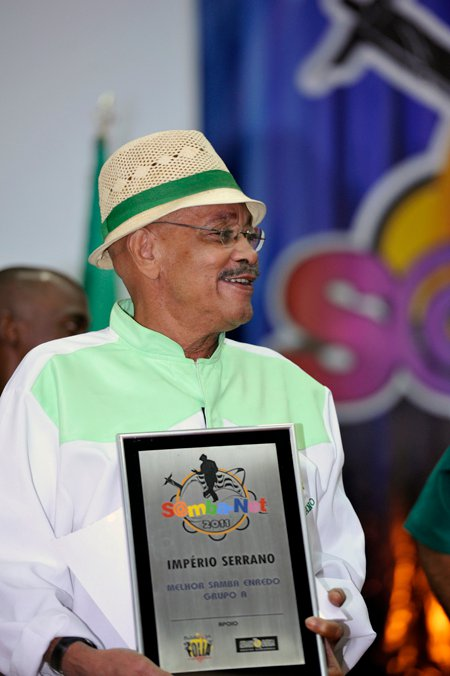
Aluisio Machado, vencedor da disputa do Império Serrano, se tornou o compositor com mais sambas na escola.

A Portela recebeu a inscrição de 27 sambas em seu concurso. A final da disputa foi realizada na madrugada de sábado, dia 15 de outubro de 2022, na quadra da escola, em Madureira. Três obras chegaram à final: As parcerias lideradas por Wanderley Monteiro, Mariene de Castro, e Noca da Portela e Diogo Nogueira. Por volta das cinco horas e trinta minutos da manhã de sábado foi anunciada a vitória do samba composto por Wanderley Monteiro, Vinicius Ferreira, André do Posto Sete, Rafael Gigante, Marcelo Bracco, Regis Marques e Edmar Jr. Com a vitória, Wanderley assina seu sétimo samba na Portela, se tornando o compositor com mais vitórias na escola, ao lado de Noca da Portela e David Corrêa, que também venceram sete disputas na agremiação. O samba vencedor foi escolhido por um júri composto por doze diretores da escola, que acompanharam a disputa desde a primeira eliminatória, além de representantes de todos os segmentos da agremiação.

Na madrugada de domingo, dia 16 de outubro de 2022, o Império Serrano escolheu seu samba para o carnaval de 2023. Quinze parcerias inscreveram obras para o concurso da escola. A final da disputa foi realizada entre três sambas. Por volta das sete horas da manhã de domingo foi anunciada a vitória da parceria formada por Sombrinha, Aluisio Machado, Carlos Senna, Beto Br, Rubens Gordinho e Orlando Ambrosio. Com a vitória, Aluisio assina seu décimo quinto samba no Império, se tornando o compositor com mais sambas na escola, ultrapassando Silas de Oliveira, autor de quatorze composições na agremiação. Carlos Senna assina seu décimo segundo samba no Império. Amigo e parceiro musical histórico de Arlindo Cruz, Sombrinha venceu uma disputa de samba-enredo pela primeira vez.

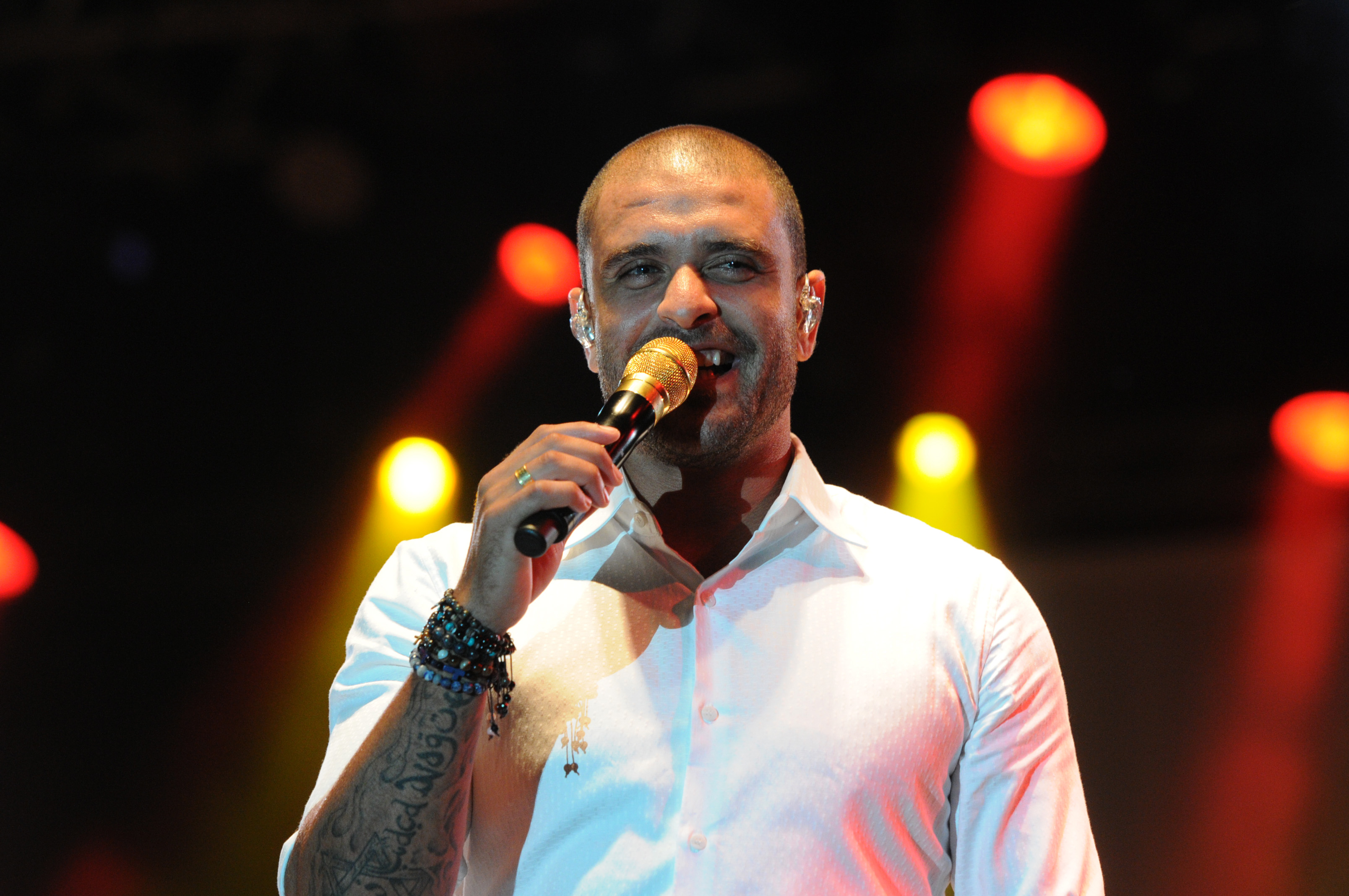
Diogo Nogueira, um dos autores do samba da Grande Rio.

A final da disputa de samba-enredo da Viradouro teve início na noite de domingo, dia 16 de outubro, se estendendo até a madrugada da segunda-feira. 27 composições foram inscritas no concurso da escola. A final foi realizada com três sambas concorrentes. Por volta de duas da madrugada da segunda-feira foi anunciada a vitória da obra composta por Cláudio Mattos, Dan Passos, Marco Moreno, Victor Rangel, Lucas Neves, Deco, Thiago Meiners, Valtinho Botafogo, Luis Anderson, Jefferson Oliveira e Bertolo.
"Primeira vez que ganho um samba. Primeira vez que terei um samba na Sapucaí e justamente pela minha escola do coração. A entrega da parceria, em deixar o coração falar, foi fundamental. O amor ao pavilhão fala sempre mais alto na mão de um poeta apaixonado."
— Dan Passos, um dos compositores do samba da Viradouro.

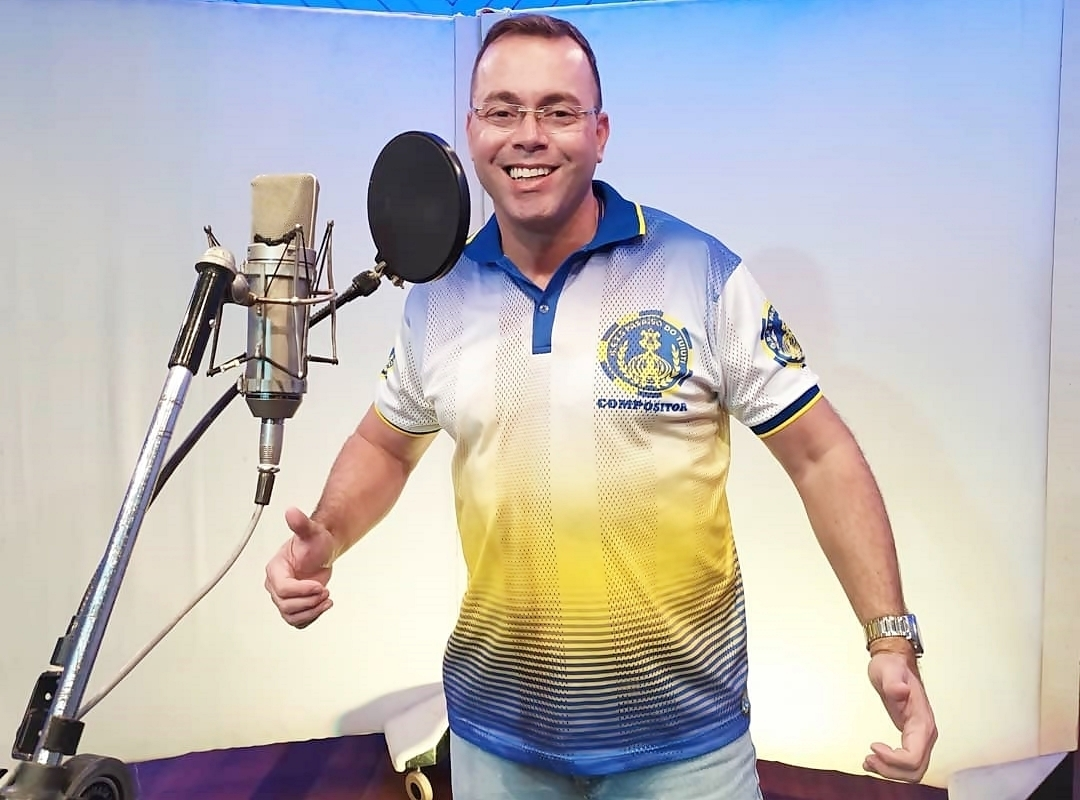
Cláudio Russo, um dos compositores do samba da Tijuca.

A Imperatriz Leopoldinense escolheu seu samba para 2023 durante a madrugada da terça-feira, dia 18 de outubro de 2022. A escola recebeu a inscrição de vinte obras para participar da sua disputa, sendo que três chegaram à final. Perto das quatro horas da manhã da terça-feira, a escola anunciou a vitória do samba composto por Me Leva, Gabriel Coelho, Miguel da Imperatriz, Luiz Brinquinho, Antonio Crescente e Renne Barbosa.
Com 23 sambas inscritos em sua disputa, a Beija-Flor levou três obras para a final do seu concurso, que foi realizada na madrugada da sexta-feira, dia 21 de outubro de 2022, na quadra da escola, em Nilópolis. O samba vencedor foi composto por Léo do Piso, Beto Nega, Manolo, Diego Oliveira, Julio Assis e Diogo Rosa, mesmos autores do samba da escola para o carnaval de 2022. A cantora Ludmilla participou da final e foi anunciada como nova intérprete da escola, formando dupla com Neguinho da Beija-Flor, para o carnaval de 2023.

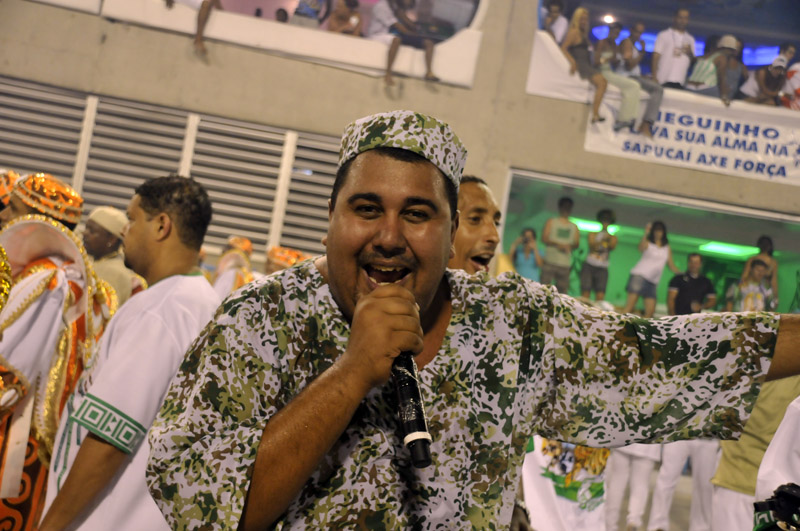
Diego Nicolau, um dos autores do samba da Mocidade Independente de Padre Miguel, venceu sua quinta disputa na escola.

Na madrugada do sábado, dia 22 de outubro de 2022, a Grande Rio escolheu o samba com o qual tentará o bicampeonato do carnaval em 2023. Dos onze sambas inscritos no concurso, três chegaram à final: as parcerias lideradas por Igor Leal, Dudu Nobre, e Toninho Geraes. Por volta das duas horas e quarenta minutos da madrugada de sábado, a presidência da escola anunciou a vitória da obra composta por Igor Leal, Arlindinho, Diogo Nogueira, Myngal, Mingauzinho e Gustavo Clarão.
A Unidos da Tijuca realizou a final do seu concurso de samba-enredo na madrugada de domingo, dia 23 de outubro de 2022. A escola recebeu a inscrição de onze composições concorrentes, levando três para a final da disputa. Por volta das quatro horas e trinta minutos da manhã de domingo, o presidente da agremiação, Fernando Horta, anunciou a vitória da obra composta por Júlio Alves, Cláudio Russo e Tinga. Júlio Alves assina seu nono samba na Tijuca. Russo e Tinga também ganharam outras vezes na escola, mas pela primeira vez estão assinando a obra.
Última escola a definir seu samba para o carnaval de 2023, a Mocidade realizou a final do seu concurso na noite de domingo, dia 23 de outubro de 2022. Das quinze composições inscritas na disputa, três chegaram à final. Pouco antes da meia-noite foi anunciada a vitória do samba composto pela parceria formada por Diego Nicolau, Richard Valença, Orlando Ambrosio, Gigi da Estiva, W Correa, Leandro Budegas e Cabeça do Ajax. Com a vitória, Diego Nicolau assina seu quinto samba na escola. Orlando Ambrosio e Cabeça do Ajax venceram a disputa da escola pela terceira vez.

## Gravação e produção
O álbum foi gravado na Cia. dos Técnicos Studios, em Copacabana, durante o mês de outubro de 2022. Foi produzido por Alceu Maia, com direção artística de Hélio Motta. Os produtores se preocuparam em fazer gravações mais limpas. Foi pedido que os intérpretes diminuíssem os cacos e que as baterias executassem bossas e convenções apenas na segunda passada dos sambas. As introduções das faixas (antes do samba começar) foram mais rápidas comparado ao que vinha sendo feito em álbuns anteriores. Pela última vez, José Sartori participou da produção de um álbum como supervisor de estúdio. Magro, como era conhecido, faleceu em 26 de março de 2023 em decorrência de um infarto.

## Lançamento
Assim como no álbum anterior (Rio Carnaval 2022), as faixas das escolas foram liberadas nas plataformas digitais de áudio semanalmente de acordo com os episódios do Seleção do Samba, programa da TV Globo que exibiu os bastidores das disputas. Sábado, dia 12 de novembro de 2022, foram divulgadas as faixas de Paraíso do Tuiuti, Vila Isabel, Salgueiro e Portela. Dia 19 foram liberadas as faixas de Império Serrano, Viradouro, Imperatriz e Mangueira. E no dia 26 de novembro de 2022 o álbum completo foi disponibilizado nas principais plataformas digitais de áudio, incluindo as faixas que faltavam, de Unidos da Tijuca, Mocidade, Beija-Flor e Grande Rio.

## Capa e contracapa

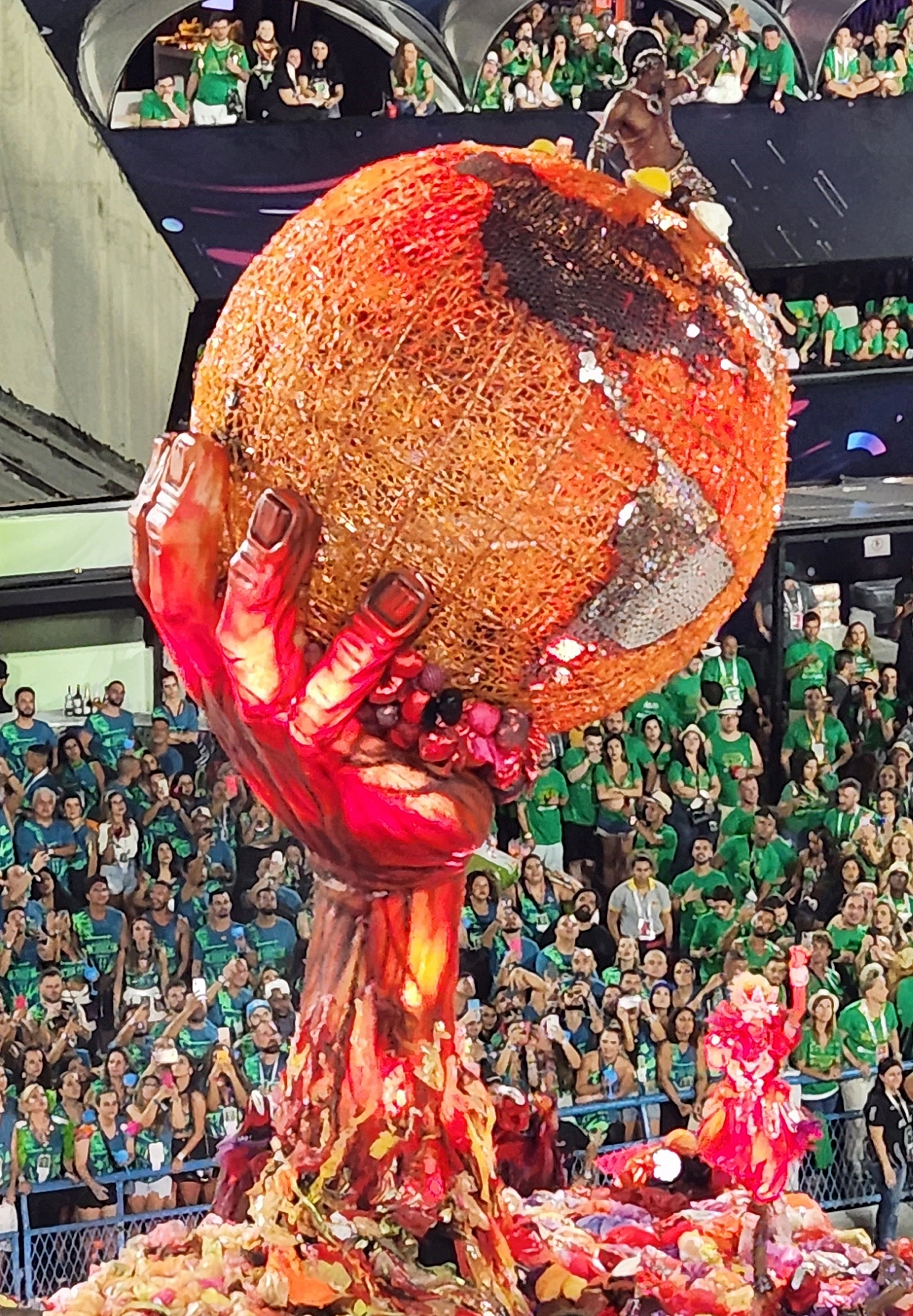
Comissão de frente da Grande Rio de 2022 estampa a capa do álbum.

Tradicionalmente, a capa do álbum é estampada por uma imagem do desfile campeão do carnaval anterior, enquanto a contracapa é estampada pelo desfile vice-campeão. O álbum de 2023 tem em sua capa uma imagem, feita pelo fotógrafo Ricardo Almeida, da comissão de frente do desfile da Grande Rio de 2022. A imagem mostra o ator e modelo Demerson D'Alvaro, interpretando Exu, em cima de um globo terrestre de ferro, segurado pela escultura de uma mão, durante a exibição da comissão de frente da escola. Ao fundo, é possível ver parte dos Arcos da Apoteose iluminados com luz verde. A imagem é estilizada com a aplicação da marca da Rio Carnaval na cor branca, além do logo da marca e da inscrição "Grande Rio Campeã 2022". A contracapa do álbum mostra uma imagem da porta-bandeira da Beija-Flor, Selminha Sorriso, no desfile de 2022 da escola. A imagem contém a inscrição "Beija-Flor Vice-campeã 2022" e o nome das escolas que compõem o álbum.
Antes do lançamento do álbum, foi divulgada uma outra versão da capa, com a mesma imagem porém com destaque maior para a marca da Rio Carnaval, estilizada com as cores de todas as escolas de samba. Nas redes sociais a capa recebeu diversas críticas pela falta de destaque à imagem do desfile campeão da Grande Rio; pelo excesso de destaque à marca da Rio Carnaval, que cobria parte da capa; e ao nome da Grande Rio que aparecia pequeno. Na véspera do lançamento do álbum, a Rio Carnaval divulgou a nova capa, corrigindo os pontos criticados: a imagem do desfile da Grande Rio foi ampliada, ganhando mais destaque; a marca da Rio Carnaval diminuiu e deixou de ser multicolorida, ficando toda na cor branca; e a inscrição "Grande Rio Campeã 2022" aumentou de tamanho.

## Faixas
Tradicionalmente, a lista de faixas segue a ordem de classificação do carnaval anterior. A primeira faixa é da campeã de 2022, a Grande Rio; a segunda é da vice-campeã, Beija-Flor; e assim por diante. A última faixa é da escola que ascendeu do grupo de acesso, o Império Serrano, campeão da Série Ouro de 2022 e promovida ao Grupo Especial de 2023.
| N.º            | Título | Compositor(es) | Intérpretes e participações                                    | Duração |  |
| 1.             | "Ô Zeca, o Pagode Onde É que É? Andei Descalço, Carroça e Trem, Procurando por Xerém, pra Te Ver, pra Te Abraçar, pra Beber e Batucar!" (Grande Rio) | Igor Leal, Arlindinho, Diogo Nogueira, Myngal, Mingauzinho e Gustavo Clarão                                                                                         | Evandro Malandro (Part.: Zeca Pagodinho)                       | 5:16    |  |
| 2.             | "Brava Gente! O Grito dos Excluídos no Bicentenário da Independência" (Beija-Flor)                                                                   | Léo do Piso, Beto Nega, Manolo, Diego Oliveira, Julio Assis e Diogo Rosa                                                                                            | Neguinho da Beija-Flor e Ludmilla                              | 4:49    |  |
| 3.             | "Rosa Maria Egipcíaca" (Unidos do Viradouro) | Claudio Mattos, Dan Passos, Marco Moreno, Victor Rangel, Lucas Neves, Deco, Thiago Meiniers, Luiz Anderson, Marcelo Bertolo, Valtinho Botafogo e Jefferson Oliveira | Zé Paulo Sierra                                                | 5:12    |  |
| 4.             | "Nessa Festa, Eu Levo Fé" (Unidos de Vila Isabel) | Dinny da Vila, Kleber Cassino, Mano Dez, Doc Santana e Marcos Pessanha                                                                                              | Tinga                                                          | 4:57    |  |
| 5.             | "O Azul que Vem do Infinito" (Portela) | Wanderley Monteiro, Vinicius Ferreira, André do Posto Sete, Rafael Gigante, Marcelo Bracco, Regis Marques e Edmar Jr.                                               | Gilsinho (Locução: Tia Surica)                                 | 5:28    |  |
| 6.             | "Delírios de Um Paraíso Vermelho" (Acadêmicos do Salgueiro)                                                                                          | Moisés Santiago, Serginho do Porto, Celino Dias, Aldir Senna, Orlando Ambrósio, Gilmar L. Silva, Liberato Romano e Marquinho Bombeiro                               | Emerson Dias                                                   | 5:33    |  |
| 7.             | "As Áfricas que a Bahia Canta" (Estação Primeira de Mangueira)                                                                                       | Lequinho, Junior Fionda, Gabriel Machado, Guilherme Sá e Paulinho Bandolim                                                                                          | Marquinho Art'Samba e Dowglas Diniz (Part.: Margareth Menezes) | 6:08    |  |
| 8.             | "Terra de Meu Céu, Estrelas de Meu Chão" (Mocidade Independente de Padre Miguel)                                                                     | Diego Nicolau, Richard Valença, Orlando Ambrósio, Gigi da Estiva, W. Corrêa, Cabeça do Ajax, JJ Santos, Nattan Lopes                                                | Nino do Milênio                                                | 5:01    |  |
| 9.             | "É Onda que Vai… É Onda que Vem… Serei a Baía de Todos os Santos a Se Mirar no Samba da Minha Terra" (Unidos da Tijuca)                              | Júlio Alves, Cláudio Russo e Tinga | Wantuir e Wic Tavares                                          | 5:31    |  |
| 10.            | "O Aperreio do Cabra Que o Excomungado Tratou com Má-querença e o Santíssimo Não Deu Guarida" (Imperatriz Leopoldinense)                             | Me Leva, Gabriel Coelho, Miguel da Imperatriz, Luiz Brinquinho, Antonio Crescente, Paulo Aranha e Renne Barbosa                                                     | Pitty de Menezes                                               | 5:22    |  |
| 11.            | "Mogangueiro da Cara Preta" (Paraíso do Tuiuti) | Cláudio Russo, Moacyr Luz, Gustavo Clarão, Julio Alves, Alessandro Falcão, Pier Ubertini e Valdir Correa                                                            | Wander Pires                                                   | 5:07    |  |
| 12.            | "Lugares de Arlindo" (Império Serrano) | Sombrinha, Aluisio Machado, Carlos Senna, Orlando Ambrósio, Rubens Gordinho e Beto Br                                                                               | Ito Melodia (Part.: Arlindinho e Sombrinha)                    | 5:34    |  |
| Duração total: | Duração total: | Duração total: | Duração total:                                                 | 1:5:33  |  |

## Conteúdo musical
- 1. "Ô Zeca, o Pagode Onde É que É? Andei Descalço, Carroça e Trem, Procurando por Xerém, pra Te Ver, pra Te Abraçar, pra Beber e Batucar!" (Acadêmicos do Grande Rio)

A faixa de abertura do álbum é da Grande Rio. A letra do samba narra um passeio por eventos e territórios na busca por Zeca Pagodinho. O cantor homenageado abre a faixa cantando o refrão central do samba, acompanhado por um coral de crianças. Em seguida, o intérprete Evandro Malandro dá seu grito de guerra e inicia a obra. A letra do samba começa fazendo referência à música "Zeca, Cadê Você?", de autoria do próprio Zeca e de Jorge Aragão, canção que inspirou o enredo da Grande Rio ("Ô, Zeca, tu tá morando ondé? / Saí com meu povo a te procurar…"). Para abrir os caminhos, o narrador diz que ofertou uma cerveja na encruzilhada para a moça de saia rodada - Pombajira - e para o Ôme da capa - Exu ("Botei minha cerva na encruzilhada / Pra moça da saia rodada e pro ôme da capa"). Zeca gravou, no show em comemoração aos seus 30 anos de carreira, em 2013, a música "Só o Ôme", composição de Edenal Rodrigues. A seguir, o samba faz menção à devoção de Zeca por São Jorge, lembrando a "alvorada" do santo em 23 de abril, quando é comemorado o dia de São Jorge com fogos no amanhecer do dia. São famosas as festas anuais, na casa do cantor, em homenagem ao santo ("Cadê você? / É alvorada do seu padroeiro / Pra agradecer / Ao mensageiro de São Jorge Guerreiro"). No trecho seguinte, o samba exalta o sincretismo religioso de Zeca entre as religiões afro-brasileiras e o catolicismo. Além da devoção aos santos católicos, o cantor é praticante do candomblé. O trecho também faz referência às canções "Minha Fé", composta por Murilão e lançada no álbum de 1998 e "Ogum", composta por Marquinho PQD e Claudemir e lançada no álbum Uma Prova de Amor, de 2008 ("Tem patuá pra proteger / E tem mandinga no Velho Engenho / Quem tem um santo poderoso que é Ogum? / Eu tenho!"). A seguir, o samba menciona o bairro do Irajá, onde Zeca nasceu e foi criado, e a música "Vai Vadiar", composta por Monarco e Ratinho ("Nas bandas do Irajá, gelada no botequim / Assim vou vadiar até no gurufim"). Gurufim é um velório festivo, em celebração ao morto, muito comum entre sambistas. O trecho seguinte celebra São Cosme e São Damião, de quem Zeca é devoto, e seu sincretismo com o panteão afroameríndio. Também faz menção à música "Patota de Cosme", composta por Nilson Santos e Carlos Senna, e lançada no álbum homônimo de 1987 ("Se tem patota, Ibeji e ajeum / Salve Cosme e Damião, Doum!"). O refrão central é a parte mais famosa do samba, que fez a obra ficar conhecida como "Quitandinha de Erê" ("Ê que bela quitanda, quitandinha de Erê! / Seu balancê / Tem quitandinha de Erê!"). A passagem faz referência a um rito do candomblé. Ao fazer parte da religião, a pessoa passa por ritos de iniciação. No final dos ritos secretos, ocorre a chamada "saída do santo", quando o iniciado é apresentado publicamente, com o orixá incorporado, à comunidade. No dia seguinte à "saída do santo", ocorre a festa intitulada Quitanda de Erê, ou de Vungi, variando de acordo com a linha de cada casa de santo. O erê, no Candomblé, é um estado de alteração de consciência, que aflora um lado infantil no iniciado. O refrão também faz referência a uma das obras mais famosas de Zeca, "Seu Balancê", composta por Paulinho Rezende e Toninho Geraes, e lançada no álbum de 1998. Na segunda parte do samba, o narrador segue "passeando" por lugares ligados à vida e à obra de Zeca, como o bairro de Del Castilho, onde o cantor passou parte de sua vida; a tamarineira do Cacique de Ramos, onde começou sua carreira; nas feiras, gafieiras e pontos de jogo do bicho, temas recorrentes em sua discografia ("Passei procurando na feira / Em Del Castilho e na Tamarineira / E na gafieira, boêmios, malandros / Pelos sete lados eu vou te cercando"). A seguir, chamando Zeca pelo seu nome verdadeiro (Jessé), o samba saúda Beth Carvalho, reconhecida como a madrinha do samba e também madrinha musical de Zeca, e a Velha Guarda da Portela, escola de samba do coração de Pagodinho ("Jessé! Jessé! / Fiz um pagode pra Madrinha, salve ela! / Saudei a voz da Velha Guarda da Portela"). O samba termina fazendo referência à Xerém, onde Zeca mora. Xerém é bairro e distrito de Duque de Caxias, cidade-sede da Grande Rio. A "roça" de Zeca foi cantada em "Sapopemba e Maxambomba", composição de Nei Lopes e Wilson Moreira, lançada no álbum de 1998. O trecho final do samba-enredo também faz referência ao projeto "Quintal do Pagodinho", gravado em seu sítio em Xerém ("E lá na roça vi florir um carnaval… / Zeca, levante o copo para o povo brasileiro! / Te encontrei nesse terreiro / Xerém é o seu quintal!"). O refrão principal do samba faz referência a frases de clássicos da carreira do cantor como "Deixa a Vida Me Levar", composto por Eri do Cais e Serginho Meriti, e lançado no álbum homônimo de 2002 ("Deixa a vida me levar / Onde o samba tem valor…"); "Samba Pras Moças", de Roque Ferreira e Grazielle Ferreira, lançado no álbum homônimo de 1995 ("Meu candiá / Encandeou!"); "Ogum", de Marquinho PQD e Claudemir, lançado em 2008 ("Sou Grande Rio, carregado de axé"); e "Quando a Gira Girou", letra de Claudio Guimarães e Serginho Meriti, lançado em 2006 ("Minha gira girou na fé!").
- 2. "Brava Gente! O Grito dos Excluídos no Bicentenário da Independência" (Beija-Flor)

A faixa da Beija-Flor, é interpretada por Neguinho da Beija-Flor e Ludmilla. A letra do samba começa exaltando as batalhas e os heróis e heroínas "populares" que lutaram por liberdade e pela independência do Brasil antes do 7 de setembro de 1822, mas que, geralmente, são negligenciados pela História oficial ensinada nas escolas ("A revolução começa agora / Onde o povo fez história / E a escola não contou / Marco dos heróis e heroínas / Das batalhas genuínas / Do desquite do invasor"). A letra lembra que no dia 2 de julho de 1823, as tropas brasileiras, somadas ao povo, conseguiram expulsar a tropa portuguesa da Bahia, decretando a independência do estado, enquanto o restante do país ainda lutava pela independência de Portugal, que só foi reconhecida oficialmente em 1825 ("Naquele dois de julho, o sol do triunfar / E os filhos desse chão a guerrear"). O trecho também faz referência ao "Hino da Bahia" ou "Hino ao Dois de Julho", composto por Ladislau dos Santos Titara e José dos Santos Barreto, cuja letra diz que "o sol a 2 de julho brilha mais que no primeiro". A primeira parte do samba é concluída apontando que a Independência foi conquistada depois de muita luta popular e muito sangue, ou mortes, que "avermelharam" o país ("O sangue do orgulho retinto e servil / Avermelhava as terras do Brasil"). No refrão central do samba, o narrador pede a união do povo em protesto por igualdade e liberdade de expressão, anunciando o desfile da Beija-Flor como um ato cívico de rebelião. O termo baixada faz referência à Baixada Fluminense, região do Rio de Janeiro onde está localizada a Beija-Flor de Nilópolis ("Ê! Vim cobrar igualdade, quero liberdade de expressão / É a rua pela vida, é a vida do irmão / Baixada em ato de rebelião"). A segunda parte do samba começa criticando o desfile militar ocorrido todo ano no dia 7 de setembro em homenagem à Independência do Brasil. Segundo o enredo da escola, a comemoração com bombas, tiros e canhões, ignora a luta de negros, indígenas e mulheres, como se o protagonismo da Independência coubesse apenas aos militares ("Desfila o chumbo da autocracia / A demagogia em setembro a marchar"). A seguir o samba questiona o lema do Brasil, "Ordem e Progresso", onde o progresso não chega aos mais necessitados ("Aos renegados, barriga vazia / Progresso agracia quem tem pra bancar) e a ordem "É o mito do descaso / Que desconheço desde os tempos de Cabral". No trecho seguinte, o samba lembra que todos têm direto a um trabalho e um lugar para morar ("A lida, um canto, o direito") e lembra que o preconceito é um problema crônico no país ("Por aqui o preconceito tem conceito estrutural"). A seguir, o samba usa o termo mátria em contraponto à pátria, evocando o protagonismo feminino na História do Brasil. O trecho também faz referência à Maria Quitéria, militar baiana que lutou na Guerra da Independência do Brasil, e Joana Angélica, abadessa morta num ataque de soldados portugueses ao Convento da Lapa, em Salvador. Maria e Joana são declaradas heroínas da Pátria Brasileira ("Pela mátria soberana, eis o povo no poder / São Marias e Joanas, os Brasis que eu quero ter"). No pequeno pré-refrão, antes do principal, o narrador pede que deixem a Beija-Flor de Nilópolis cantar pela Independência de 2 de julho e pela cultura popular brasileira ("Deixa Nilópolis cantar! / Pela nossa independência, por cultura popular"). O refrão principal do samba exalta a população que até a contemporaneidade é excluída e renegada pela história oficial do Brasil. O povo que "mata um dragão por dia", em referência ao ditado popular e aos dragões da Independência. A Beija-Flor subverte a ordem social dos acontecimentos e pede que o protagonismo da Independência seja dado aos populares que tanto lutaram por sua conquista ("Ô abram alas ao cordão dos excluídos / Que vão à luta e matam seus dragões / Além dos carnavais, o samba é que me faz / Subversivo Beija-flor das multidões").
- 3. "Rosa Maria Egipcíaca" (Unidos do Viradouro)

A terceira faixa, da Viradouro, é interpretada por Zé Paulo Sierra, que inicia a obra com seu tradicional grito de guerra, além de saudar o mestre de bateria, Ciça. A letra do samba começa em terceira pessoa, com o narrador apresentando o início da vida de Rosa Maria Egipcíaca, uma vez que a mesma perdeu suas primeiras recordações. Rosa foi escravizada aos seis anos de idade e levada de sua terra natal, na África, para o Brasil, onde exerceu trabalho forçado durante o ciclo do ouro em Minas Gerais ("Rosa Maria, menina flor / Rainha do espelho mar / Na pele do tambor / Pranto das dores que resistiu / Deságua no imenso Brasil / Sua luz incorporou"). A partir do trecho seguinte, o samba passa a ser narrado em primeira pessoa, como se a própria Rosa contasse sua história ("Distante me encontro das origens / Caminho onde o corpo foi prisão / Ouro que deixou as cicatrizes / Esperança foi vertigem / A alma, libertação"). O trecho é todo em tom menor, com desenhos melódicos que transitem dolência devido a densidade da história contada. O refrão central do samba faz referência ao Acotundá, um culto ou cerimônia de matriz africana no Brasil colonial, praticado pelos escravizados em cidades mineiras. Entre transes, rezas e tambores, o rito era uma forma de manter laços com a ancestralidade. Também lembra que Rosa sentia a presença de sete espíritos malignos que se apossavam do seu corpo e da sua mente. Em meio a visões, possessões e exorcismos, Rosa foi acusada de feitiçaria ("É vento na saia da preta courá / Na ginga do Acotundá... É ventania / Sete vozes guiaram minhas visões / Mistério, alucinações, feitiçaria"). As variações melódicas remetem à africanidade, à dança e ao ritmo, em favor dos elementos de percussão, do batuque e da ginga. Na segunda parte do samba, a melodia é retomada com uma doce e eufônica caída pós-refrão e desenhos musicais bem sonantes, que transmitem a candura dos versos. A letra lembra que Rosa fugiu para o Rio de Janeiro, onde passou a professar o cristianismo. Alfabetizando-se nos estudos religiosos, ela começou a escrever orações e epístolas além daquele que é considerado o primeiro livro a ser escrito por uma mulher negra no Brasil: "A Sagrada Teologia do Amor de Deus Luz Brilhante das Almas Peregrinas" ("Me entrego a escrever a predição / Lágrima nas contas do rosário / Dádiva ao clamor do coração / Palavras de um preto relicário"). No trecho seguinte, a melodia cresce em intensidade e transita ao tom menor, de forma a expressar o clamor e a comoção inerentes à letra. As notas são mais altas e os desenhos musicais propiciam a abertura do canto. Na letra, Rosa narra o fim de seu "calvário". Antes de sua morte, ela tem uma visão que o Rio de Janeiro sofreria um dilúvio e a salvação seriam embarcações a flutuar pelos mares. Em 1763, Rosa foi tida pela Igreja Católica como herege e falsa santa, o que a levou ser presa nos Cárceres do Santo Ofício da Inquisição de Lisboa, onde dois séculos antes, habitou Dom Sebastião, monarca português cujo desaparecimento é cultuado em histórias místicas e encantadas ("A voz que cobre o Cruzeiro / Reluz sobre nós no fim do calvário / Navega esperança à luz do Encantado / Reflete o azul"). A parte final do enredo imagina um enlace de Rosa Maria com Dom Sebastião e a fundação do "Império Popular Brasileiro". Acompanhados de batuques e candombes - tambor que traz os espíritos à Terra, reunindo, ao seu toque, vivos e mortos - em cortejo, o povo acompanharia a canonização de Rosa como a primeira santa africana do Brasil ("Senti a alma daqueles, os mais oprimidos / Venci heresia na fé dos divinos / A mais bela rosa aos pés do Senhor / Candombes e batuques no cortejo / Eu sou a santa que o povo aclamou"). A escalada da melodia se mantém no decorrer da segunda estrofe até o refrão principal, com um toque de brandura no verso "a mais bela rosa aos pés do Senhor" e um "breque" durante "eu sou a santa que o povo aclamou". A melodia do refrão principal ("Eis a flor do seu altar, sua fé em cada gesto / O amor em cada olhar dos filhos meus / No cantar da Viradouro, o meu samba é manifesto / Sou Rosa Maria, imagem de Deus") prossegue a sustentar a veemência dos versos que lhe antecedem, com notas altas, clamor das vozes e musicalidade apoteótica. O verso final do refrão é alterado de "Sou Rosa Maria, imagem de Deus" para "Imagem de Deus, sou eu" na repetição. Após o refrão principal, ocorre uma modulação de tom na transição para o começo da obra a fim de acompanhar a mudança referente à narrativa da letra, que se encerra na primeira pessoa e retorna no início do samba para a terceira pessoa.
- 4. "Nessa Festa, Eu Levo Fé" (Unidos de Vila Isabel)

A faixa da Vila Isabel é interpretada por Tinga. Segundo os compositores, eles optaram por uma melodia de estrutura autêntica, inédita, simples e de fácil memorização [...] sem quebras melódicas, com espaços para a respiração, sem palavras atropeladas, onde o ritmo e a duração das notas se destacam combinando versos e rimas". A letra do samba, em primeira pessoa, começa fazendo referência aos bacanais em homenagem ao deus grego Dioniso, em Roma conhecido como Baco, deus das festas e do vinho ("Viver, sentir prazer / Eu quero é mais me embriagar de tanto amor / Ver o sagrado e o profano em sintonia / Cair dentro da folia foi deus Baco que ensinou"). A seguir, a letra faz menção à música "Canta, Canta Minha Gente", de Martinho da Vila, para citar as festas em forma de cortejo, como o próprio desfile de escola de samba ("O mundo canta forte, canta alto / Pelas ruas o cortejo / No batuque e na dança"); além das celebrações dedicadas a santos e padroeiros, que envolvem fé e religião, como o Círio de Nazaré ("Pedir, agradecer e celebrar é o dom de superar / Renovando a esperança"). O refrão central do samba celebra São Jorge, padroeiro de diversos países, estados e cidades, incluindo o Rio de Janeiro ("Eu sou da Vila batizado no terreiro / São Jorge protetor, Salve o padroeiro! / A voz do morro traz o samba na raiz / O ano inteiro sou festeiro e sou feliz"). A segunda parte do samba faz referência à diversas festividades: Festival Folclórico de Parintins, com o duelo entre os bois bumbás Caprichoso e Garantido ("Seguindo em frente encarando o dia a dia / É garantido e caprichoso emocionar"); o festival indiano Holi, onde as pessoas atiram pó colorido umas nas outras ("Na explosão de cores, show de alegria"); a lavagem das escadarias da Igreja Nosso Senhor do Bonfim, na Bahia, com água de cheiro; e as oferendas para Iemanjá no dia da divindade ("Água de cheiro, oferendas ao mar"); as festas juninas, dedicadas a São João, São Pedro e Santo Antônio ("Pulei fogueira, anarriê no arraiá brinquei"); e o dia dos mortos, celebração famosa no México ("Na despedida também festejei / Renasce na saudade a nossa devoção"). O narrador conclui o samba com uma mensagem de respeito entre as religiões ("Vou respeitando a diversidade / Seja qual for a religião"). O refrão principal do samba remete ao carnaval, citando o rei momo; a bateria da Vila, apelidada de "Swingueira de Noel"; e finalizando com a expressão "evoé!", um grito de alegria, comum nas festas em honra a Baco ("O Rei Momo convidou minha Vila Isabel / Nessa festa eu levo fé / Sou herdeiro de Noel / No tambor da Swingueira / Toda a luz do meu axé... Evoé... Evoé!").
- 5. "O Azul que Vem do Infinito" (Portela)

A faixa da Portela é interpretada por Gilsinho. A obra cita sambas históricos e ilustres portelenses para celebrar os cem anos da agremiação. A letra do samba está em primeira pessoa, como se fosse narrado por Paulo da Portela com o olhar do presente sobre o passado. A obra começa com Paulo "retornando" a Oswaldo Cruz, bairro onde fundou em 1923, junto com Antônio Caetano e Antônio Rufino dos Reis, o "Conjunto Oswaldo Cruz", que mais tarde foi renomeado para "Quem nos Faz É o Capricho", depois "Vai Como Pode" e, finalmente "Portela" ("Prazer novamente encontrar vocês / Ali pelas bandas de Oswaldo Cruz / Nosso mundo azul ganha vez / E aquela missão nos conduz"). Na época, os sambistas eram marginalizados, sendo relacionados à vadiagem. Para lutar contra esse estereótipo, Paulo dizia que era preciso estar de "pescoço e pés ocupados”, ou seja, andar bem vestido e usar gravata e sapato ("Eu, Rufino e Caetano / No linho, no pano, pescoço ocupado... / Vencemos mesmo marginalizados"). A seguir, o narrador faz referência a porta-bandeira Dodô da Portela e a Natal da Portela, histórico presidente da escola ("No bailar, uma porta bandeira / A nobreza desfila humildade... / Natal nos guiou, deu águia! / A majestade..."). Dodô e Natal são narradores do enredo, junto com Paulo, David Corrêa e Monarco. A seguir, um falso refrão central faz referência a diversos sambas da agremiação como "Madureira" de 2013 e "ImaginaRio" de 2015 ("Abre a roda, malandro, que o samba chegou"); "Lapa em Três Tempos" de 1971 e "Madureira Sobe o Pelô" de 2012 ("Andei na Lapa, também já subi o Pelô"); "Macunaíma" de 1975 e "Das Maravilhas do Mar..." de 1981 ("Macunaíma falou: nas maravilhas do mar"); "Hoje Tem Marmelada?" de 1980 ("A brisa me levou"); "Brasil, Pantheon de Glórias", composto por Candeia em 1959 ("Eis um Brasil de glórias que incandeia"); "Tributo a Vaidade" de 1991 e "Contos de Areia" de 1984 ("A vaidade é um conto de areia"); e "Gosto de Me Enrosco" de 1995 ("Eu vim me apresentar: Deixa a Portela passar!"). A segunda parte do samba começa fazendo referência a "Lendas e mistérios da Amazônia", samba-enredo de 1970 ("Lendas e mistérios de um amor"); à "profecia" de "O Samba Dominando o Mundo", enredo da escola em 1935 ("Casa onde mora a profecia"); e à portelense Clara Nunes ("Clara como a luz de um esplendor"). A seguir, o narrador celebra o legado deixado pela Portela nesses cem anos ("Cem anos da mais bela poesia / Vivam esse sonho genuíno / De fazer valer nosso legado / Vejo um futuro mais lindo / Nas mãos de quem sabe o valor do passado") e exalta a Velha Guarda portelense ("Ser Portela é tanto mais / Que nem cabe explicação / Basta ouvir os baluartes / Pra chorar de emoção"). O refrão principal do samba faz referências aos portelenses Paulinho da Viola e Ary do Cavaco; além de citar Monarco, um dos narradores do enredo. O refrão é finalizado com uma declaração de amor à Madureira e a Portela ("Cavaco e viola... A velha linhagem / A benção Monarco pra essa homenagem / O céu de Madureira é mais bonito / Te amo, Portela, além do infinito!"). Ao final da faixa, Tia Surica faz uma rápida locução.
- 6. "Delírios de Um Paraíso Vermelho" (Acadêmicos do Salgueiro)

A sexta do Salgueiro é interpretada por Emerson Dias. A letra do samba começa fazendo referência ao Jardim do Éden que, na proposta do enredo, seria um paraíso vermelho, da cor do Salgueiro ("No toque sublime de amor / O profeta pintou o paraíso / Intenso vermelho que tinge a emoção / Tá no meu coração Salgueiro"). Nesse paraíso, Adão e Eva viviam em "perfeita harmonia" até a serpente seduzir Eva e os dois comerem o fruto proibido da árvore do conhecimento do bem e do mal, resultando no pecado original ("A vida em perfeita harmonia / A plena liberdade de viver / Mas a tentação que seduziu Adão e Eva / Fez o pecado florescer"). A seguir, a letra do samba questiona o que seria pecado e quem estaria apto a julgar os pecadores ("Quem será pecador? Quem irá apontar? / Há um olhar de querer julgar / Se cada um tem seu jeito / Melhor conviver sem preconceito"). O refrão central do samba faz referência ao apocalipse, anunciando que o juízo final não é o encerramento da trajetória do ser humano, mas o caminho para a sua redenção. O narrador do samba ainda faz um pedido por dias melhores, com o fim da violência, das guerras, da fome e de outras mazelas que assolam a população ("No meu sonho de rei, quero tempo de paz / Guerra, fome e mazelas nunca mais / A minha academia anuncia / Da escuridão, raiou o dia"). A segunda parte do samba trata da redenção dos excluídos. Os oprimidos são salvos e embarcam para um novo paraíso, sem preconceito e opressão, com igualdade entre todos, independente de classe, credo, raça, gênero, orientação sexual ou qualquer outra particularidade que tenha gerado algum tipo de exclusão social anteriormente ("Bendita redenção! Os excluídos libertando suas dores / Embarque, pro renascer dos seus valores / Basta! De violência e opressão / Chega de intolerância / A luz da eternidade acende a chama / Festejando a igualdade que a felicidade emana"). Quem antes era "excluído" socialmente, agora se reencontra no "paraíso vermelho", um lugar livre de proibições e censuras. O trecho cita Joãosinho Trinta, carnavalesco que tratava sobre questões morais, questionando a imposição do que seria ou não pecado e a favor de setores marginalizados pela sociedade ("Resplandece a beleza do meu rubro paraíso / Proibido é proibir, aviso! / Pelas bençãos de João, nessa noite de magia / O meu samba é a revolução da alegria"). No refrão principal do samba, o narrador conclui que o Morro do Salgueiro desce na batida do tambor salgueirense para cantar o delírio do "Paraíso Vermelho" ("Vermelha paixão salgueirense / Que invade a alma, tá no sangue da gente / O morro desce na batida do tambor / Nesse delírio que o artista se inspirou"). Emerson Dias finaliza a faixa com "cacos" do intérprete Quinho que, por motivos de saúde, precisou se afastar do carnaval.
- 7. "As Áfricas que a Bahia Canta" (Estação Primeira de Mangueira)

A faixa da Mangueira é a maior do álbum e a única a ultrapassar os seis minutos de duração. O samba é interpretado por Marquinho Art'Samba e o estreante Dowglas Diniz, com participação da cantora Margareth Menezes. A faixa é aberta com uma locução de Margareth que, em seguida, canta um dos refrões da obra. O samba é narrado em primeira pessoa. O eu lírico é uma mulher negra. A letra da obra começa com uma adaptação de um ponto de Oiá, divindade iorubá também chamada de Matamba na mitologia bantu. A narradora se refere à Matamba/Oiá como a dona da sua "nação", que faz referência tanto à Mangueira quanto à sua origem africana ("Oyá, Oyá, Oyá eô! / Ê Matamba, dona da minha nação / Filha do amanhecer, carregada no dendê"). A seguir, o samba remete à frase "No Ilê Aiyê toda mulher é flecha da evolução", estampada na sede do bloco Ilê Aiyê ("Sou eu a flecha da evolução / Sou eu Mangueira, flecha da evolução"). Musicalmente, o início do samba recorre à tonalidade lá menor indicando a densidade que letra transmite com seus elementos de africanidade e axé. O desenho melódico com notas alongadas busca reforçar o sentido de exaltação a orixá e de afirmação. Os versos seguintes fazem referência à chegada de escravizados africanos em Salvador, na Bahia. Para preservar suas crenças, costumes e musicalidade, os escravizados "recriaram", na visão do enredo, as suas "Áfricas" na Bahia, dando origem a uma série de manifestações culturais, fazendo da arte uma forma de se rebelar contra a escravidão e todo o tipo de opressão ("Levo a cor, meu ilú é o tambor / Que tremeu Salvador, Bahia / Áfricas que recriei / Resistir é lei, arte é rebeldia"). O ilú, citado no trecho, é um instrumento utilizado em rituais sagrados que evoluiu de tambores africanos. Também se refere ao toque repicado para Oyá, o "Ilú de Iansã". Na parte musical, a tonalidade modula para lá maior, demarcando a transição entre a saída da exaltação/identificação da narradora para a contextualização inicial da cronologia do enredo. A seguir, o samba cita os cucumbis, cortejos dramáticos em que uma mulher preta é coroada; a resistência dos quilombos na época da escravidão; e os cortejos das embaixadas africanas, também conhecidas como clubes negros. Pela proposta do enredo, o povo negro, com seus ganzás, xequerês e atabaques recorreram à arte pra recriar a África na Bahia ("Coroada pelo cucumbis / Do Quilombo às embaixadas / Com ganzás e xequerês fundei o meu país / Pelo som dos atabaques canta meu país"). Nesse trecho, a harmonia musical se desloca para a tonalidade de fá sustenido menor, modulação que ajuda a demarcar o novo momento da narrativa, que passa a narrar os cortejos afros. O refrão central do samba faz referência ao afoxé, também chamado de candomblé de rua. Trata-se de uma manifestação afro-brasileira com raízes no povo iorubá. Antes dos cortejos, geralmente ocorre o ritual do padê, com oferendas aos orixás ("Traz o padê de Exu / Pra mamãe Oxum toca o ijexá / Rua dos afoxés / Voz dos candomblés, xirê de orixá"). A melodia do trecho é inspirada na musicalidade do ijexá, gênero-matriz da música baiana. A tonalidade centralizada no relativo menor indica a dolência desse ritmo atribuído a Oxum. A segunda parte do samba começa citando o Ilê Aiyê, onde todo ano uma mulher é eleita a "Deusa do Ébano". Também exalta o cabelo Black Power como uma expressão do orgulho negro ("Deusa do Ilê Aiye, do gueto / Meu cabelo black, negão, coroa de preto"). A seguir, o samba homenageia Moa do Katendê, compositor, percussionista, artesão, educador e mestre de capoeira brasileiro. Fundador do afoxé Badauê, Moa foi morto por um apoiador do então candidato a presidente do Brasil, Jair Bolsonaro, após o primeiro turno das eleições gerais de 2018. O samba também cita a Banda Didá, composta exclusivamente por mulheres instrumentistas; além do Olodum; do bloco Malê Debalê; e do afoxé Filhos de Gandhy ("Não foi em vão a luta de Katendê / Sonho Badauê, revolução Didá / Candace de Olodum, sou Debalê de Ogum / Filhos de Gandhy, paz de Oxalá"). No trecho seguinte, o samba faz referência ao carnaval baiano, ao axé contemporâneo e a Timbalada ("Quando a alegria invade o Pelô / É carnaval, na pele o swing da cor / O meu timbau é força e poder / Por cada mulher de arerê / Liberta o batuque do canjerê"). A melodia, que vinha num movimento crescente desde o início da segunda parte, chega ao seu ápice, remetendo à alegria do carnaval baiano moderno. Reforçando essa ideia, a harmonia se desloca para o quarto grau da tonalidade lá maior. No refrão que antecede o refrão principal, a narradora do samba faz uma saudação a Oiá, reafirmando a importância da mulher negra para a Mangueira ("Eparrey Oyá! Eparrey mainha! / Quando o verde encontra o rosa toda preta é rainha"). A melodia, em formato de pré-refrão, retoma a tonalidade lá menor, assim como no início da primeira parte, onde também há uma exaltação a Oiá, dando assim um sentido de paralelismo e coerência musical entre a abertura e o desfecho da narrativa. Flertando com o ritmo do samba de roda, o refrão principal começa fazendo referência à canção "Onde o Rio É Mais Baiano", de Caetano Veloso, na qual o compositor traça um paralelo entre a Bahia e a Mangueira. A seguir, cita a mãe de santo e líder comunitária Tia Fé. Nascida dentro de um navio negreiro que rumava da África para a Bahia, posteriormente foi morar no Morro da Mangueira, onde viu nascer em seu terreiro o bloco Pérolas do Egito, um dos precursores da escola de samba Estação Primeira de Mangueira ("O samba foi morar onde o Rio é mais baiano / O samba foi morar onde o Rio é mais baiano / Reina a ginga de Iaiá na ladeira / No ilê da Tia Fé, axé Mangueira").
- 8. "Terra de Meu Céu, Estrelas de Meu Chão" (Mocidade Independente de Padre Miguel)

A faixa da Mocidade é interpretada por Nino do Milênio e tem como tema a arte de Mestre Vitalino e seus discípulos. Inspirada na música "Deus do Barro", de Petrúcio Amorim, em homenagem a Vitalino, a letra do samba começa fazendo uma analogia entre a arte feita de barro pelo ceramista e a criação do Mundo por Deus ("Senhor, que fez da arte mundaréu / Em suas mãos Padre Miguel / Concebeu a criação"). Utilizando o barro tauá, de coloração amarelada, Vitalino retratou imagens do sertão pernambucano. O trabalho no campo é um dos temas mais recorrentes na obra de Vitalino e de Mestre Zé Caboclo, um de seus primeiros discípulos. Zé Caboclo aprendeu, com Vitalino, os motes dos trabalhadores do Alto do Moura e suas ligações de lida com a terra ("Plantou sua missão / Fez do sertão, barro tauá / Jardim no agreste floresceu / Regado ao firmamento de meu Deus / A lida pra viver, da lama renascer / Marias e Josés no céu que moram pés, raiz! / Fiel retrato desse meu país"). O refrão central do samba faz referência a obra de Manoel Galdino e seus trabalhos em estilo surrealista. Entre suas obras mais conhecidas estão as figuras alongadas de cangaceiros e as figuras fantásticas, simbioses de humanos e animais. Galdino também transformou figuras míticas do Nordeste brasileiro em peças de um jogo de xadrez ("Segue o carro de boi / O peão no Barreiro / Ó Rainha bonita / Sou teu Rei, cangaceiro / É a vida um xadrez / Pra honrar o legado / Quem foi que fez? / Foi Deus do barro"). A segunda parte do samba começa fazendo referência aos ceramistas que retratam a religiosidade brasileira, como Terezinha Gonzaga, mestra do Sacro-Barroco do Alto do Moura, considerada Patrimônio Vivo da Cultura do Estado de Pernambuco. Para evocar a religiosidade de suas obras, o samba cita os "santos juninos", festejados em junho, São Pedro, São João e Santo Antônio; além de Padre Cícero, também muito retratado nas obras dos ceramistas ("Molha Pedro minha terra / Chão de estrelas de João / Traz Antônio minha amada / Padim Cícero Romão / Alumia o teu povo em procissão"). A seguir, o samba remete ao Festival Viva-Vitalino, realizado no Alto do Moura em celebração à arte dos ceramistas. O festival recebe manifestações culturais do Nordeste como cavalo-marinho, frevos, maracatus, repentistas, entre outros ("Chega folia, chega cavalo-marinho / Lindas flores no caminho / O Nordeste coloriu / E de repente essa gente independente / Faz da greda seu batente / Molda um pouco de Brasil"). No trecho seguinte, o samba exalta o bairro de Alto do Moura e a cidade de Caruaru, terra de Mestre Vitalino e seus discípulos. Os versos fazem referência ao ato de moldar o barro com as mãos. Também compara a resistência do mandacaru, vegetação capaz de sobreviver na adversidade árida do agreste, com a força do povo nordestino ("Amassa, deixa arder o massapé / Lá no meu Alto do Moura / Um pedacinho de fé / A massa, força de mandacaru / Lá no meu Alto do Moura / Fiz brilhar Caruaru"). No refrão central, o eu-lírico diz que é a chama do braseiro que esquenta o cardeá, um artista nordestino "esculpindo a Mocidade" ("Ê, meu cardeá! / Sou a chama do braseiro / Nordestino, retirante da saudade / Mais um filho desse solo pioneiro / Um artista esculpindo a Mocidade").
- 9. "É Onda que Vai… É Onda que Vem… Serei a Baía de Todos os Santos a Se Mirar no Samba da Minha Terra" (Unidos da Tijuca)

O samba tijucano versa sobre a cultura, os mitos e os costumes da Baía de Todos-os-Santos. Wantuir e Wic Tavares dividem a condução do samba, com a voz de Wantuir se sobressaindo na primeira passada e a de Wic, na segunda. A melodia da obra busca traduzir a alegria e a musicalidade baiana, seu ritmo e seus batuques. A letra do samba começa lembrando que, antes da chegada dos portugueses ao Brasil, os povos tupinambás chamavam a baía de Kirimurê, cujo significado é "grande mar interior" ("Oh mãe deste meu espelho d'água / O mar interior tupinambá / Kirimurê das ondas mansas / Onde aprendi a navegar"). A Baía de Todos-os-Santos ganhou seu nome definitivo em 1 de novembro de 1501, dia de Todos os Santos na tradição católica, quando uma expedição portuguesa comandada por Gaspar de Lemos e acompanhada por Américo Vespúcio, cartógrafo e escritor italiano, que daria nome a todo o continente americano, foi enviada para mapear as novas terras, descobertas um ano antes por Pedro Álvares Cabral. Mais tarde, a região da Baía foi o local escolhido para abrigar a cidade de Salvador que, por ordens da Corte Portuguesa, foi a sede da primeira capital do Brasil. Na visão do samba, a Baía "assistiu" ao nascimento da primeira capital brasileira e despertou a cobiça dos invasores ("No primeiro de novembro / Da real capitania / No olhar dos invasores / A cobiça, a maresia"). A Baía também foi palco da luta pela Independência do Brasil no estado da Bahia, conquistada em 2 de julho de 1823, com ampla participação da população cabocla. O trecho do samba também faz referência ao comércio clandestino de pau brasil na região entre os indígenas tupinambás e os franceses; além de citar a expressão "barril dobrado" muito popular na Bahia ("Nesse eterno dois de julho / Sou caboclo rebelado / Terra que banho de luta / Pau-brasil, barril dobrado"). O refrão central do samba faz referência ao sincretismo religioso da região. Com a colonização, chegou o catolicismo, e com a escravidão, as religiões de matriz africana ("Ilu Ayê toca o sino da igrejinha / Ilê Ayê atabaques e agogôs / Pra louvar meu Santo Antônio / Pra saudar meu pai Xangô / Kaô, meu pai kaô!"). A segunda parte do samba segue exaltando o sincretismo religioso da região, lembrando os terreiros de candomblé e a Procissão do Senhor Bom Jesus dos Navegantes nas águas da Baía, com uma referência a música "Marinheiro Só" composta por Caetano Veloso e famosa na voz de Clementina de Jesus ("Beira de Baía que desagua minha fé / Pode ser na missa ou no xirê do candomblé / Marinheiro só, marinheiro só / O leme do meu saveiro / Quem conduz é o Pai Maior"). A seguir, o samba faz referência a culinária típica local, lembrando que a Baía abriga parte da chamada Costa do Dendê, uma extensa área tomada por dendezeiros ("Bota dendê e um cadinho de pimenta / Que a marujuda vem provar o vatapá"). Também cita o Mercado Modelo de Salvador, o bairro da Lapinha e a Praia da Ribeira ("É no mercado, na Lapinha ou na Ribeira / Se tem samba e capoeira / Camafeu também está"). O trecho também cita Camafeu de Oxóssi. Morto em 1994, foi mestre de capoeira, presidente do Afoxé Filhos de Gandhi, músico e compositor, e uma das personalidades mais conhecidas da capital baiana, citado em livros e canções. A seguir, o samba faz saudações a Iemanjá, divindade das águas salgadas, e Oxum, orixá do ouro e das águas doces. Na visão poética do samba, do encontro entre as águas salgadas do Oceano Atlântico com as águas doces dos rios Paraguaçu, Jaguaripe e Subaé, reluziu os tesouros da Baía de Todos-os-Santos: ouros, metais, petróleo, tesouros arqueológicos como o assentamento de Exu, descoberto no fundo da Baía, na direção da Feira de São Joaquim; além da grande variedade de vida marinha, o que levou a Baía a ser declarada sede da Amazônia Azul ("Odoyá mamãe sereia / Orayeyeô mamãe do ouro / No encontro dessas águas, reluziu o meu tesouro"). O samba termina fazendo referência ao carnaval baiano. O trecho remete à canção "Baianidade Nagô", composta por Evandro Rodrigues e lançada em 1991 ("Ó paí, ó! É carnaval, onde a fantasia é eterna / Com a Tijuca, a paz vence a guerra / E viver será só festejar / E viver será só festejar..."). O refrão principal do samba remete ao ritual Águas de Oxalá, festa anual em homenagem a Oxalá, no Ilê Axé Opô Afonjá, em Salvador ("Um banho de axé pra purificar / Um banho de axé nas águas de Oxalá / Sou tijucano rompendo quebrantos / Eu canto a Baía de Todos-os-Santos").
- 10. "O Aperreio do Cabra Que o Excomungado Tratou com Má-querença e o Santíssimo Não Deu Guarida" (Imperatriz Leopoldinense)

A faixa da Imperatriz é interpretada por Pitty de Menezes. O samba começa com um refrão que serve de introdução para a história narrada, criando um suspense sobre os versos seguintes ("Imperatriz veio contar pra vocês / Uma história de assombrar / Tira sono mais de mês"). A expressão "tira sono mais de mês" pontua a regionalidade do tema, o Nordeste brasileiro. O trecho, com melodia em tom menor e valorização das notas baixas, graves, insinua um universo sombrio para o desenrolar da narrativa. A seguir, a história do enredo começa a ser contada. São apresentados alguns homens do bando de Lampião como Pilão Deitado, Corisco, Cansanção, Cirilo Antão e o próprio Lampião, no comando do grupo ("Disse um cabra que nas bandas do Nordeste / Pilão Deitado se achegava com o bando / Vinha de rifle de Corisco e Cansanção / Junto de Cirilo Antão, Virgulino no comando"). A estrofe seguinte menciona o alvoroço que a passagem de Lampião e seu bando provocava junto aos populares, além de criar a expectativa necessária para um dos principais momentos do enredo: a morte do cangaceiro, ocorrida na madrugada do dia 28 de julho de 1938 ("Deus nos acuda, todo povo aperreado / A notícia corre céu e chão rachado / Rebuliço no olhar de um mamulengo / Era dia 28 e lagrimava o sereno"). O trecho faz uso de imagens poéticas como "rebuliço no olhar de um mamulengo" em referência ao teatro de bonecos tipicamente nordestino, e "lagrimava o sereno" sobre a morte de Lampião, Maria Bonita e outros de seu bando. A melodia do samba segue em tom menor até a expressão "Deus nos acuda", onde existe uma modulação para o tom relativo maior, com o intuito de emoldurar o clamor da frase. O segundo refrão do samba usa expressões populares para fazer referência à morte de Lampião ("E foi-se então... adeus, capitão! / No estouro do pipoco / Rola o quengo do caboclo / A sete palmos desse chão"). Virgulino foi morto por policiais que abriram fogo com metralhadoras contra o bando de cangaceiros desprevenidos. Após sua morte, Lampião e os demais mortos tiveram suas cabeças decepadas e expostas em regiões do Nordeste. O trecho "E foi-se então... adeus, capitão!" também é uma referência a não reeleição do ex-presidente Jair Bolsonaro. A segunda parte do samba inicia a parte inverossímil do enredo, quando Lampião, depois de morto, tenta entrar no inferno, mas não é aceito pelo Diabo, sendo expulso do local ("Nos confins do submundo onde não existe inverno / Bandoleiro sem estrada pediu abrigo eterno / Atiçou o cão cá-trás / Fez furdunço e Satanás expulsou ele do inferno"). A seguir, Lampião tenta entrar no céu, mas os santos que lá habitam agem como bedel (censores) e não deixam o cangaceiro entrar ("O jagunço implorou um lugar no céu / Toda santaria se fez de bedel"). Nesse trecho, a melodia do samba passa do tom original para o seu relativo maior e segue assim até o final. Expulso do céu, Lampião sobe num balão e vai até Padre Cícero, que também não dá guarida ao cangaceiro ("Cabra macho excomungado de tocaia no balão / Nem rogando a Padim Ciço ele teve salvação"). A melodia do terceiro refrão flerta com o xote. A letra insinua que Lampião voltou ao sertão, "vagando" no imaginário da cultura popular nordestina, presente na arte de barro de Mestre Vitalino, na poesia e na música ("Pelos cantos do sertão... vagueia, vagueia / Tal qual barro feito a mão misturado na areia"). O refrão principal do samba conclui de forma poética o enredo, misturando sanfona e zabumba ao samba carioca e apresentando a Imperatriz, "com alma cangaceira", sendo mais um destino para o cangaceiro Lampião ("Quando a sanfona chora, mandacaru aflora / Bate zabumba tocando no meu coração / Leopoldinense, cangaceira, a minha Escola / Eis o destino do valente Lampião"). A melodia do refrão flerta com o xaxado e o arrasta-pé, em referência à musicalidade nordestina.
- 11. "Mogangueiro da Cara Preta" (Paraíso do Tuiuti)

A faixa da Tuiuti é interpretada por Wander Pires. Para narrar a chegada dos búfalos à Ilha de Marajó, os compositores utilizaram palavras características da região Norte do Brasil e referências melódicas aos ritmos paraenses, como o carimbó. A história contada oralmente relata o naufrágio de um barco carregado de búfalos, que teria saído da Índia em direção a Guiana Francesa e afundado ao norte da Ilha de Marajó. A embarcação fazia parte do comércio marítimo da época em que a rota da Índia virou exploração econômica internacional, devido aos seus temperos e especiarias ("Num mar de tempestade e ventania / Foi trazendo especiarias que o barco naufragou / Nós moscada, cravo, iguarias / No caminho para as Índias a história eternizou"). Com o naufrágio da embarcação, alguns búfalos se salvaram, nadando até o igarapé mais próximo. Bem adaptados, os bovinos se multiplicaram, tornando a Ilha de Marajó o local com o maior rebanho deste tipo em todo o Ocidente ("O marinheiro se perdeu na madrugada / O mogangueiro correu para o igarapé"). A seguir, o samba narra imagens da vida no Marajó, como a curuminha (criança) entoando uma toada enquanto a flor do mururé (planta típica da região) se abria. O trecho também cita o carimbó e as lendas da região de que animais falam com humanos ("A curuminha entoou uma toada / Enquanto abria-se a flor do mururé / E nesse encontro entre o rio e o oceano / A grande ilha que cultiva o carimbó / Dizem que bichos ainda falam com humanos / Há muitos anos na Ilha de Marajó"). 
O refrão central do samba faz referências a cultura e a natureza da Ilha. São citados o samba de roda, o curimbó (tambor), o passarinho curió e a juriti pepena (aves), e o fenômeno da piracema, período de reprodução dos peixes, quando eles se deslocam até as nascentes dos rios para desovar ("Ê! Batuqueiro no samba de roda curimbó / Quero ver você cantar como canta o curió / Okê caboclo onde vai a piracema? / Rio acima segue o voo de uma juriti pepena"). A segunda parte do samba começa fazendo referência a arte de cerâmica marajoara ("Há mão que modela a vida / No barro Marajoara") e conclui que o búfalo está integrado à região ("E o búfalo que pisa / Nesse chão do parauara"). A seguir, o samba reverencia o cantor e compositor Mestre Damasceno, criador do Búfalo-Bumbá, uma adaptação do Bumba Meu Boi usando a figura do Búfalo ("Chama o Mestre Damasceno / Pra entoar esta canção / Das cantigas da vovó / Do tempo da escravidão"). O pré-refrão, antes do refrão principal, é uma espécie de cantiga de roda em ritmo de carimbó. O carimbó é o principal ritmo das toadas do auto do Búfalo-Bumbá. Letra e melodia do trecho fazem referência ao carimbó "Ilha do Marajó" do compositor Mestre Verequete ("É lá! É lá! É lá! / Canoeiro vive só morená / É lá! É lá! É lá! / Mas precisa de um xodó"). O búfalo é chamado de boi em Marajó, o que leva o refrão principal do samba a perguntar "cadê o boi?", mas especificar que é o boi mogangueiro, ou seja, o búfalo. O refrão principal ainda cita Oiá, divindade que, segundo a mitologia iorubá, se transforma em búfalo. O refrão também faz referência a cantiga popular "Boi da Cara Preta" ("Cadê o boi? / O mogangueiro, o mandingueiro de Oyá / Meu Tuiuti não tem medo de careta / Traz o boi da cara preta, do estado do Pará").
- 12. "Lugares de Arlindo" (Império Serrano)

A última faixa do álbum é do Império Serrano. Interpretado por Ito Melodia, o samba homenageia o cantor e compositor Arlindo Cruz. Arlindinho, filho de Arlindo, e Sombrinha, compositor do samba e parceiro musical de Arlindo, participam do início da gravação. A letra da obra foi desenvolvida formando um acróstico, no qual as primeiras letras de cada verso, lidas verticalmente, resultam no nome completo do homenageado: Arlindo Domingos da Cruz Filho. Os primeiros versos do samba fazem referência ao partido alto, estilo de samba praticado por Arlindo, e ao cantor e compositor Candeia, padrinho musical de Arlindo. Em 1975, o jovem Arlindo Cruz participou como cavaquinista da gravação do disco "Samba de Roda", de Candeia. O trecho também cita a composição "Sambista Perfeito", que deu nome ao álbum de Arlindo lançado em 2007 ("Acorde partideiro sem igual, nascia então, um samba do seu jeito / Reluz feito Candeia, imortal, o compositor, sambista perfeito"). Em seguida, o samba lembra que Arlindo cresceu como músico e compositor nos pagodes da quadra do Cacique de Ramos, onde foi formado o grupo Fundo de Quintal, do qual ele fez parte. O samba também cita a música "Lição de Malandragem", primeira composição de Arlindo a ser gravada, e o dueto com Sombrinha, que rendeu cinco álbuns ("Levada de tantan, banjo e repique, poesia de um Cacique, malandragem deu lição / Inspiração de ventre ancestral, o dueto, a patente vem do fundo do quintal"). A estrofe encerra listando lugares cantados por Arlindo, com referência a duas músicas suas, "Meu Nome É Favela" e "Meu Lugar" ("Na boêmia, no subúrbio, na viela... O seu nome é favela: Madureira"). No primeiro refrão do samba, em alusão a religiosidade de Arlindo e sua devoção a Xangô, o orixá da justiça, "Dagô" é um pedido de licença em iorubá; e "Obá Kaô" é a saudação a Xangô ("Dagô, dagô, saravá, Obá kaô / O brado que traz justiça, faz a vida recompor"). A segunda estrofe começa se referindo às mensagens de esperança dos sambas de Arlindo, dois deles citados no trecho: "Fim da Tristeza" e "O Show Tem que Continuar". Em seguida, a letra se dirige diretamente a Arlindo lembrando dos sambas que ele já compôs para o Império ("Deixa, o fim da tristeza ainda há de chegar / O show do artista vai continuar / Morando nos sambas que você fez pra mim / Imperiano sim!"). A seguir, o samba faz referência a filha de Arlindo, Flora Cruz, e a esposa do cantor, a ex porta-bandeira Babi Cruz ("No verso que aflora / Giram os sonhos da porta-bandeira"). O samba também lembra as composições românticas de Arlindo, que se definia como um "batuqueiro do amor"; e aponta que o Morro da Serrinha, lugar de origem do Império Serrano, será pra sempre o lugar de Arlindo ("O amor de Orfeu melodia namora / Serrinha é teu canto pra vida inteira"). O segundo refrão do samba repete a expressão "dagô, dagô" e saúda Ogum, orixá sincretizado com São Jorge, padroeiro do Império Serrano ("Dagô, dagô, é a lua de Aruanda / A espada é de guerra e Ogum vence demanda"). A terceira estrofe começa fazendo referência à música "O Bem", mais um sucesso do compositor. Em seguida, evoca o coro do público e cita o "reizinho", um dos apelidos do Império ("Cercado de axé, semeia o bem, o povo a cantar laiá laiá laiá / Receba a gratidão, Reizinho desse chão, aqui é o teu lugar"). A seguir, o samba faz referência ao samba-enredo de 1996 do Império Serrano, composto por Arlindo Cruz ("Uma porção de fé... O filho do verde esperança nos conduz") e conclui unindo a resistência quilombola (uma das acepções do termo "zambi" é líder de quilombo) com a nobreza da corte do Império ("Zambi da Coroa Imperial, abiaxé, Arlindo Cruz"). No trecho, "abiaxé" é aquele que recebeu ainda na barriga da mãe os sacrifícios de uma iniciação ou obrigação no Candomblé, como foi o caso de Arlindo. O refrão central do samba convida o público a bater com a palma das mãos, como numa roda de samba ou num ritual de Umbanda. O refrão ainda saúda São Jorge, padroeiro do Império, e Xangô santo "de cabeça" de Arlindo; além de Exu ("Laroyê") e Oxalá ("Epa Babá"). Também celebra a união entre o alujá, toque para Xangô, com o agogô, instrumento característico da bateria da escola ("Firma na palma da mão, tem alujá e agogô / Império de Jorge, oxê de Xangô / Laroyê! Epa Babá! / Há de roncar meu tambor / O verso de Arlindo, morada do amor").

## Crítica profissional
| Críticas profissionais      | Críticas profissionais |
| Avaliações da crítica       | Avaliações da crítica  |
| Fonte                       | Avaliação              |
| --------------------------- | ---------------------- |
| O Globo                     | Favorável              |
| Sambario                    | Favorável              |
| Rafael Guzzo/Tribuna Online | Favorável              |

Luiz Fernando Vianna, em sua crítica para O Globo, apontou que o álbum apresenta safra equilibrada e de bom nível, destacando os sambas de Portela e Mangueira ("Com a quase inexistência de patrocínios, os enredos e sambas têm melhorado nos últimos anos, ao menos na média. As escolas estão cantando mais suas próprias histórias, por exemplo. Não parece casual que, entre as melhores criações deste ano, estejam as de Portela e Mangueira"). Segundo o crítico, "fazem falta letras que apresentem uma história com início, meio e fim. Neste ano, duas que se aproximam disso são as de Tuiuti e Viradouro. A primeira é sobre Marajó e começa com a formação da ilha e seus mitos, estendendo-se para as tradições culturais. Já a Viradouro narra — com menos versos do que a história merecia — a saga de Rosa Maria Egipcíaca (1719-1771)". Vianna ainda pontuou que o samba da Grande Rio é "alegre e funcional [...] mas poderia ter tentando contar sua trajetória de forma menos fragmentada"; enquanto no samba do Império Serrano, "a composição é engenhosa [...] mas a capacidade de emocionar é superior às qualidades da música"; "Beija-Flor e Salgueiro vêm com enredos politizados e sambas consistentes". A obra de Nilópolis "consegue abordar o bicentenário da Independência pelo avesso da história oficial" enquanto o do Salgueiro, "em tom mais leve, também canta os 'excluídos' e parte da cor vermelha para criar imagens contra a intolerância e a favor da igualdade". "Na Imperatriz, o enredo do cangaço é muito bem desenvolvido no samba, mas a elaborada letra pode não ser fácil de se cantar na Sapucaí. Há o risco de o mesmo acontecer na Mocidade, também com boa letra sobre a cultura popular do Nordeste e melhor ainda melodia". Luiz finaliza sua análise apontando que o samba da Unidos da Tijuca tem "uma ótima letra"; enquanto o da Vila Isabel tem "clichês demais e rimas pouco criativas".
Os editores do site especializado Sambario apontaram uma melhora na qualidade da gravação em relação ao álbum do ano anterior. Para Marco Maciel, "os registros no estúdio continuam frios [...] A bateria parece padrão, tais quais as bases sempre usadas em sambas concorrentes. Uma particularidade do álbum para 2023 é o 'diálogo' do intérprete com o coro do estúdio. Ou seja, o cantor oficial canta alguns versos e o coral 'responde' entoando outros". Para Carlos Fonseca, "a diferença do trabalho feito para 2023 em relação ao disco do carnaval passado é, de longe, perceptível: um som mais equalizado, mais caprichado, introduções curtas e bateria tendo todo o destaque, fazendo algumas poucas convenções na segunda passada. Outra alteração notável é o intérprete revezando o canto com o coral em alguns momentos". Sobre os sambas, Marco apontou que "excetuando uma ou outra escolha equivocada, as opções das agremiações foram corretas, dentro do esperado, proporcionando um conjunto de sambas satisfatório", destacando o samba da Mangueira como o melhor da temporada, "seguido de perto por Tuiuti e Império Serrano. Num segundo patamar, se colocam Beija-Flor, Viradouro, Unidos da Tijuca e Imperatriz. Na terceira prateleira, aparecem as obras de Grande Rio e Mocidade. Numa penúltima, Portela, com Vila Isabel e Salgueiro sendo os mais fracos do ano". Para Carlos Fonseca, "a safra do Grupo Especial em 2023 é inferior em relação ao carnaval passado, mas não chega a ser catastrófica. Num cenário que é predominado por obras que são de razoáveis para boas, Mangueira, Império Serrano, Viradouro e Tuiuti se sobressaem e, até com alguma folga, são os melhores sambas da temporada".
Rafael Guzzo, da Tribuna Online, considerou a safra de sambas inferior às safras dos anos anteriores, "embora não haja uma canção que possa ser considerada ruim". Para Rafael, o melhor samba é da Mangueira ("Irresistível, a melodia parece convidar, estrofe por estrofe, o ouvinte a acompanhar as letras até o inspirado refrão, em alusão à orixá Iansã"), seguido pelo samba da Tuiuti ("A típica letra com referência geográfica soa agradável, bem encaixada na melodia, e se apresenta simples para o canto, apesar dos termos pouco usuais, como a bem sacada rima sobre a fauna regional paraense") e do samba do Império Serrano ("Melodia forte e versos bem construídos, numa boa performance do intérprete Ito Melodia, um dos melhores da folia atualmente"). Com obras acima da média, foram destacados os sambas da Imperatriz ("Refrão fácil e letra emocionante sobre o rei do cangaço [...] O senão fica por conta da repetitiva melodia de duas estrofes longas e muito parecidas"); da Grande Rio ("Vibrante, cheio de elementos que devem levantar o folião em toda a Sapucaí"); da Portela ("Com um bom samba, a escola narra sua trajetória, seus baluartes, suas glórias. A melodia empolga, mas sinto falta de mais conexão na letra"); e da Mocidade ("o hino da Verde e Branco da Zona Oeste é difícil, com passagens, diria eu, um tanto pretensiosas para o estilo, com termos pouco populares"). "Com qualidade, mas sem o brilho dos carnavais passados" foram apontados os sambas da Viradouro ("O hino tem a aura mais emocionada e introspectiva da safra de 2023, com um clima que destoa dos demais"); do Salgueiro ("samba simples, alegre, animado e otimista, mas sem a complexidade esperada em um assunto tão vasto"); da Tijuca ("Assim como em 2022, a Tijuca apresenta uma canção docinha [...] Vejo o samba da agremiação apenas na média"); da Vila Isabel ("A canção não tem a profundidade esperada de um samba-enredo contemporâneo") e da Beija-Flor ("Um samba perfeito para qualquer desfile de 2019 para trás. É assim que soa o datado hino da Beija-Flor [...] acaba esbarrando em um conceito bem parecido com fórmulas já utilizadas à exaustão. Impossível não lembrar, por exemplo, do clássico História pra Ninar Gente Grande, da Mangueira, de 2019, com mensagem semelhante").

## Os sambas no carnaval

### Premiações
A Mangueira teve o samba mais premiado do ano. Abaixo, os prêmios recebidos por cada samba:
| - "As Áfricas Que a Bahia Canta" (Mangueira) 1. Estrela do Carnaval 2. Fala Galera Carna Insta 3. Feras da Sapucaí 4. Gato de Prata 5. Plumas & Paetês 6. Prêmio 100% Carnaval 7. Prêmio SRzd 8. S@mba-Net 9. Troféu Explosão in Samba 10. Troféu Sambario 11. Troféu Tupi Carnaval Total | - "Mogangueiro da Cara Preta" (Paraíso do Tuiuti) 1. Estandarte de Ouro |

## Créditos
Ao processo de elaboração do álbum se atribui os seguintes créditos:
| - Produtor fonográfico: Editora Musical Escola de Samba LTDA. (Edimusa) - Direção artística: Hélio Motta - Direção financeira: Pedro Gomes - Produção musical: Alceu Maia - Direção assistente: Mário Jorge Bruno - Assistente executiva: Gleide Mota Trancoso - Assistente técnico de gravação: Leonardo Bessa - Supervisor: José Sartori (Magro) - Técnico de gravação: Douglas Silvino (Garrafinha) - Assistente de gravação: Leonardo Moreira e Jordão Wesley - Assessoria de imprensa: Elloo Comunicação e Estar Comunicação - Assessoria Jurídica: Rodrigo Santos e Renato Passos - Coordenação de marketing: Buzzina Digital - Mixado por: Tuta - Assistente de mixagem: Raphael Castro - Edição digital: Leandro Moreira - Técnico de masterização: Vânius Marques - Arregimentação do projeto e assistente de produção: Flávia Barbosa | - Projeto gráfico: Feitos de Açaí - Foto da capa: Ricardo Almeida - Foto da contracapa: Eduardo Hollanda - Arranjo / regência: Jorge Cardoso (faixas 4; 6; 7; 12); Alceu Maia (faixas 2; 5; 8; 10); Paulão Sete Cordas (faixa 1) e Victor Alves (faixas 3; 9; 11) - Diretores de bateria: Fafá (Grande Rio); Rodney e Plínio (Beija-Flor); Ciça (Viradouro); Macaco Branco (Vila Isabel); Nilo Sérgio (Portela); Guilherme e Gustavo (Salgueiro); Rodrigo Explosão e Hudson (Mangueira); Dudu (Mocidade); Casagrande (Tijuca); Lolo (Imperatriz); Marcão (Paraíso do Tuiuti); Vitinho (Império Serrano) Base - Cavaco: Alceu Maia; Rafael Prates; Betinho - Complementos de harmonia: Kayo Calado (cavaquinho e violão de doze cordas); Hugo Bruno e Luiz Barcelos (bandolim); João Lyra (violão de seis cordas); Carlinhos Sete Cordas e Victor Alves (violão de sete cordas); Ivan Vianna (sanfona) - Complementos de percussão: Binho Percussão, Macaco Branco, Diego David, Esguleba e Mauro Jorge |

## Rio Carnaval Ao Vivo na Sapucaí 2023
Após o carnaval a LIESA lançou o álbum Rio Carnaval Ao Vivo na Sapucaí 2023 com os sambas gravados, ao vivo, no sambódromo, durante os desfiles oficiais e no Desfile das Campeãs. A primeira parte do álbum, com os sambas das seis primeiras classificadas do carnaval, foi lançado no dia 31 de março de 2023 nas principais plataformas digitais de áudio. As demais faixas foram liberadas em 21 de abril de 2023, completando o álbum.
O álbum foi produzido pelo cantor e instrumentista Pretinho da Serrinha com a coordenação de Hélio Motta, vice-presidente da Liesa e presidente da Edimusa, a gravadora da entidade. Para a captação de áudio foi usada uma estrutura móvel situada no primeiro recuo da bateria, diante do Setor 1 da Marquês de Sapucaí. A captação foi realizada pelo estúdio Century, com gestão da Buzzina Digital e da Beat.

Campeã do carnaval de 2023, a Imperatriz Leopoldinense estampa a capa do álbum com a imagem de um surdo da bateria Swing da Leopoldina no desfile oficial da escola, tendo o arco da Praça da Apoteose ao fundo. O alinhamento das faixas segue a ordem de classificação do carnaval de 2023. A primeira faixa é da campeã, Imperatriz; a segunda é da vice-campeã, Viradouro; e assim por diante. O álbum tem 72 minutos de duração com cada faixa tendo cerca de seis minutos.
"Esse álbum é um presente para o mundo do Carnaval, que poderá sentir como se ainda estivesse na avenida, ao lado dos intérpretes e músicos das escolas de samba. Foi uma safra fantástica, com grandes sambas, que agora serão eternizados em um formato diferente do tradicional, lançado em novembro."
— Pretinho da Serrinha, produtor do álbum.

| Lista de faixas | | |                                     |         |  |
| N.º             | Título | Compositor(es) | Intérpretes                         | Duração |  |
| 1.              | "O Aperreio do Cabra Que o Excomungado Tratou com Má-querença e o Santíssimo Não Deu Guarida" (Imperatriz Leopoldinense)                                           | Me Leva, Gabriel Coelho, Miguel da Imperatriz, Luiz Brinquinho, Antonio Crescente, Paulo Aranha e Renne Barbosa                                                     | Pitty de Menezes                    | 6:00    |  |
| 2.              | "Rosa Maria Egipcíaca" (Unidos do Viradouro) | Claudio Mattos, Dan Passos, Marco Moreno, Victor Rangel, Lucas Neves, Deco, Thiago Meiniers, Luiz Anderson, Marcelo Bertolo, Valtinho Botafogo e Jefferson Oliveira | Zé Paulo Sierra                     | 6:00    |  |
| 3.              | "Nessa Festa, Eu Levo Fé" (Unidos de Vila Isabel) | Dinny da Vila, Kleber Cassino, Mano Dez, Doc Santana e Marcos Pessanha                                                                                              | Tinga                               | 5:51    |  |
| 4.              | "Brava Gente! O Grito dos Excluídos no Bicentenário da Independência" (Beija-Flor)                                                                                 | Léo do Piso, Beto Nega, Manolo, Diego Oliveira, Julio Assis e Diogo Rosa                                                                                            | Neguinho da Beija-Flor e Ludmilla   | 6:00    |  |
| 5.              | "As Áfricas que a Bahia Canta" (Estação Primeira de Mangueira) | Lequinho, Junior Fionda, Gabriel Machado, Guilherme Sá e Paulinho Bandolim                                                                                          | Marquinho Art'Samba e Dowglas Diniz | 6:22    |  |
| 6.              | "Ô Zeca, o Pagode Onde É que É? Andei Descalço, Carroça e Trem, Procurando por Xerém, pra Te Ver, pra Te Abraçar, pra Beber e Batucar!" (Acadêmicos do Grande Rio) | Igor Leal, Arlindinho, Diogo Nogueira, Myngal, Mingauzinho e Gustavo Clarão                                                                                         | Evandro Malandro                    | 6:01    |  |
| 7.              | "Delírios de Um Paraíso Vermelho" (Acadêmicos do Salgueiro) | Moisés Santiago, Serginho do Porto, Celino Dias, Aldir Senna, Orlando Ambrósio, Gilmar L. Silva, Liberato Romano e Marquinho Bombeiro                               | Emerson Dias                        | 6:03    |  |
| 8.              | "Mogangueiro da Cara Preta" (Paraíso do Tuiuti) | Cláudio Russo, Moacyr Luz, Gustavo Clarão, Julio Alves, Alessandro Falcão, Pier Ubertini e Valdir Correa                                                            | Wander Pires                        | 5:58    |  |
| 9.              | "É Onda que Vai… É Onda que Vem… Serei a Baía de Todos os Santos a Se Mirar no Samba da Minha Terra" (Unidos da Tijuca)                                            | Júlio Alves, Cláudio Russo e Tinga | Wantuir e Wic Tavares               | 6:25    |  |
| 10.             | "O Azul que Vem do Infinito" (Portela) | Wanderley Monteiro, Vinicius Ferreira, André do Posto Sete, Rafael Gigante, Marcelo Bracco, Regis Marques e Edmar Jr.                                               | Gilsinho                            | 5:58    |  |
| 11.             | "Terra de Meu Céu, Estrelas de Meu Chão" (Mocidade Independente de Padre Miguel)                                                                                   | Diego Nicolau, Richard Valença, Orlando Ambrósio, Gigi da Estiva, W. Corrêa, Cabeça do Ajax, JJ Santos, Nattan Lopes                                                | Nino do Milênio                     | 5:49    |  |
| 12.             | "Lugares de Arlindo" (Império Serrano) | Sombrinha, Aluisio Machado, Carlos Senna, Orlando Ambrósio, Rubens Gordinho e Beto Br                                                                               | Ito Melodia                         | 5:36    |  |
| Duração total:  | Duração total: | Duração total: | Duração total:                      | 1:12:00 |  |